# Universo extendido de DC
El Universo extendido de DC (UEDC o DCEU; en inglés: DC Extended Universe) fue una franquicia de medios y un universo compartido centrado en una serie de películas y series de televisión de superhéroes producidas por DC Films y distribuidas por Warner Bros. Pictures basada en personajes que aparecen en cómics estadounidenses publicados por DC Comics. El DCEU también incluía cómics, cortometrajes, novelas y videojuegos. Al igual que el Universo DC original en los cómics, el DCEU se estableció cruzando elementos comunes de la trama, escenarios, elenco y personajes. Actualmente, James Gunn reiniciará esta franquicia en 2025 con Superman, dando origen al nuevo DCU.
Warner Bros. tenía planes de reunir a varios superhéroes de DC Comics en películas desde 2002, cuando Wolfgang Petersen tenía previsto dirigir un cruce de las franquicias cinematográficas de Superman, Batman y Mujer Maravilla. Tras el aplazamiento de una película de la Liga de la Justicia en 2008 y los planes iniciales del universo se descartaron debido a la decepción crítica y comercial de la película de Green Lantern de 2011, Warner Bros. estableció este universo compartido en 2013.
La primera película del DCEU es El hombre de acero (2013), un reinicio de la franquicia cinematográfica de Superman, le siguieron Batman v Superman: Dawn of Justice (2016), que sirvió como reinicio de la franquicia de películas de Batman. Estas películas fueron seguidas por más de una docena de películas, y se expandió para incluir series de televisión para el servicio de streaming, HBO Max en 2022, con la serie Peacemaker. Tras la reestructuración de DC Studios y el nombramiento de James Gunn y Peter Safran en 2022, la franquicia se reinició en gran medida con el estreno de The Flash, el 16 de junio de 2023, lo que conduce a las películas y series de televisión del «DC Universe», planificadas por Gunn y Safran, aunque el DCEU original concluyó con el estreno de Aquaman and the Lost Kingdom, el 22 de diciembre de 2023.
El DCEU es la novena franquicia cinematográfica más taquillera de todos los tiempos, habiendo recaudado más de USD 6 300 millones en la taquilla mundial. Su película más taquillera, Aquaman, obtuvo más de USD 1 150 millones en todo el mundo y se convirtió en la película de DC Comics más taquillera hasta la fecha. La recepción de la franquicia generalmente ha sido mixta entre críticos y fanáticos.

## Etimología
Tras el anuncio de la franquicia de películas, los fanáticos y medios de comunicación solían llamar al universo «Universo cinematográfico de DC» (en inglés, DC Cinematic Universe), en consonancia con la convención del nombre del ya establecido Universo cinematográfico de Marvel (UCM). Keith Staskiewicz, escribiendo para Entertainment Weekly, acuñó en broma el término «Universo extendido de DC™» («DC Extended Universe™») en un artículo sobre Batman v Superman: Dawn of Justice el 1 de julio de 2015. Este término y la abreviatura DCEU se extendieron rápidamente entre la prensa y los fanáticos pensando en él como el nombre oficial de la franquicia durante los años siguientes. Según el escritor de Vulture Abraham Riesman, DC le confirmó en septiembre de 2017 que el término no se utilizaba internamente y que no lo consideraban oficial.
En 2016, como parte de DC Films Presents: Dawn of the Justice League, tanto Geoff Johns como Kevin Smith se refirieron al nombre de la franquicia como «Universo Liga de la Justicia» («Justice League Universe»). Durante el panel de DC Films en la Convención de Cómics de San Diego de 2018, una pancarta de video mostró las palabras «Bienvenido a los Mundos de DC» («Welcome to the Worlds of DC») después de exponer sobre algunas películas futuras. Como resultado, algunos medios de comunicación interpretaron esto como que DC nombraba oficialmente a su universo cinematográfico compartido como «Mundos de DC». Sin embargo, en marzo de 2020, Jim Lee llamó a la franquicia como Universo extendido de DC en la Chicago Comic & Entertainment Expo. La franquicia se tituló oficialmente Universo extendido de DC cuando HBO Max, el servicio de streaming de WarnerMedia, se lanzó el mayo siguiente.
Tras el nombramiento de Peter Safran y James Gunn como directores de DC Studios, Warner Bros. Discovery (creado a partir de la fusión entre WarnerMedia y Discovery Inc.) se refirió a la serie de cine y televisión de DC como parte del "DC Universe" (DCU), que algunos medios de comunicación interpretaron como un cambio de marca del DCEU.

## Desarrollo
En 2002, Wolfgang Petersen iba a dirigir una película de Batman vs. Superman a partir de un guion de Akiva Goldsman, pero el proyecto fue archivado por Warner Bros. para centrarse en proyectos individuales de Superman y Batman. En 2008, una película planificada de Liga de la Justicia dirigida por George Miller y titulada Justice League: Mortal se suspendió indefinidamente después de no logró obtener exenciones fiscales para filmar en Australia. El hombre de acero, un reinicio de la franquicia de Superman estrenada en 2013, tenía la intención de lanzar un universo compartido si tenía éxito. Tras el estreno de la película, Warner Bros. anunció una continuación titulada Batman v Superman: Dawn of Justice (2016), estableciendo el DCEU. Luego se anunció una lista de 11 películas del DCEU en 2014.
En 2016, Warner Bros. estableció DC Films después de la mala recepción de la crítica de Batman v Superman. La división, dirigida por Geoff Johns y Jon Berg, debía supervisar la producción y formar una dirección creativa cohesiva para el DCEU. Como resultado del bajo rendimiento de Liga de la Justicia en la taquilla, Johns y Berg fueron reemplazados por Walter Hamada en 2018. El DCEU se expandió a la televisión con el estreno de Peacemaker (2022) en HBO Max.
Discovery Inc. completó la adquisición de DC y la empresa matriz de Warner Bros., WarnerMedia en 2022, formando una nueva empresa llamada Warner Bros. Discovery (WBD) con David Zaslav como CEO. Zaslav buscó reformar el DCEU y comenzó a buscar un líder creativo similar al presidente de Marvel Studios, Kevin Feige para dirigir los proyectos de cine y televisión de DC. James Gunn y Peter Safran fueron anunciados posteriormente como los copresidentes y directores ejecutivos de DC Studios, el sucesor de DC Films. En 2023, el dúo presentó su lista de diez proyectos de DC que iban a ser parte del DC Universe (DCU), un reinicio suave y sucesor espiritual del DCEU.

## Películas
| Película                           | Estreno (EE. UU.)       | Director(es)       | Guionista(s)                                    | Productor(es)                                                        | Taquilla            |
| ---------------------------------- | ----------------------- | ------------------ | ----------------------------------------------- | -------------------------------------------------------------------- | ------------------- |
| El hombre de acero                 | 14 de junio de 2013     | Zack Snyder        | David S. Goyer                                  | Charles Roven, Christopher Nolan, Emma Thomas y Deborah Snyder       | 668.3 millones USD  |
| Batman v Superman: Dawn of Justice | 25 de marzo de 2016     | Zack Snyder        | Chris Terrio y David S. Goyer                   | Charles Roven y Deborah Snyder                                       | 872.9 millones USD  |
| Escuadrón Suicida                  | 5 de agosto de 2016     | David Ayer         | David Ayer                                      | Charles Roven y Richard Suckle                                       | 758.6 millones USD  |
| Wonder Woman                       | 2 de junio de 2017      | Patty Jenkins      | Allan Heinberg                                  | Charles Roven, Deborah Snyder, Zack Snyder y Richard Suckle          | 843.7 millones USD  |
| Liga de la Justicia                | 17 de noviembre de 2017 | Zack Snyder        | Chris Terrio y Joss Whedon                      | Charles Roven, Deborah Snyder, Jon Berg y Geoff Johns                | 658.9 millones USD  |
| Aquaman                            | 21 de diciembre de 2018 | James Wan          | David Leslie Johnson-McGoldrick y Will Beall    | Peter Safran y Rob Cowan                                             | 1 143. millones USD |
| ¡Shazam!                           | 5 de abril de 2019      | David F. Sandberg  | Henry Gayden                                    | Peter Safran                                                         | 373.6 millones USD  |
| Aves de Presa                      | 7 de febrero de 2020    | Cathy Yan          | Christina Hodson                                | Margot Robbie, Bryan Unkeless y Sue Kroll                            | 205.7 millones USD  |
| Wonder Woman 1984                  | 25 de diciembre de 2020 | Patty Jenkins      | Patty Jenkins & Geoff Johns y David Callaham    | Charles Roven, Deborah Snyder, Zack Snyder, Patty Jenkins, Gal Gadot | 168.1 millones USD  |
| Liga de la Justicia de Zack Snyder | 18 de marzo de 2021     | Zack Snyder        | Chris Terrio                                    | Charles Roven y Deborah Snyder                                       | +90 millones USD    |
| El Escuadrón Suicida               | 5 de agosto de 2021     | James Gunn         | James Gunn                                      | Charles Roven y Peter Safran                                         | 185.5 millones USD  |
| Black Adam                         | 21 de octubre de 2022   | Jaume Collet-Serra | Adam Sztykiel y Rory Haines & Sohrab Noshirvani | Dwayne Johnson, Hiram Garcia, Dany Garcia y Beau Flynn               | 386.2 millones USD  |
| Shazam! Fury of the Gods           | 17 de marzo de 2023     | David F. Sandberg  | Henry Gayden y Chris Morgan                     | Peter Safran                                                         | 134.8 millones USD  |
| The Flash                          | 16 de junio de 2023     | Andy Muschietti    | Christina Hodson                                | Barbara Muschietti y Michael Disco                                   | 289.1 millones USD  |
| Blue Beetle                        | 18 de agosto de 2023    | Ángel Manuel Soto  | Gareth Dunnet-Alcocer                           | John Rickard                                                         | 130.2 millones USD  |
| Aquaman y el Reino Perdido         | 22 de diciembre de 2023 | James Wan          | David Leslie Johnson-McGoldrick                 | James Wan y Peter Safran                                             | 438.9 millones USD  |

### Man of Steel(2013)

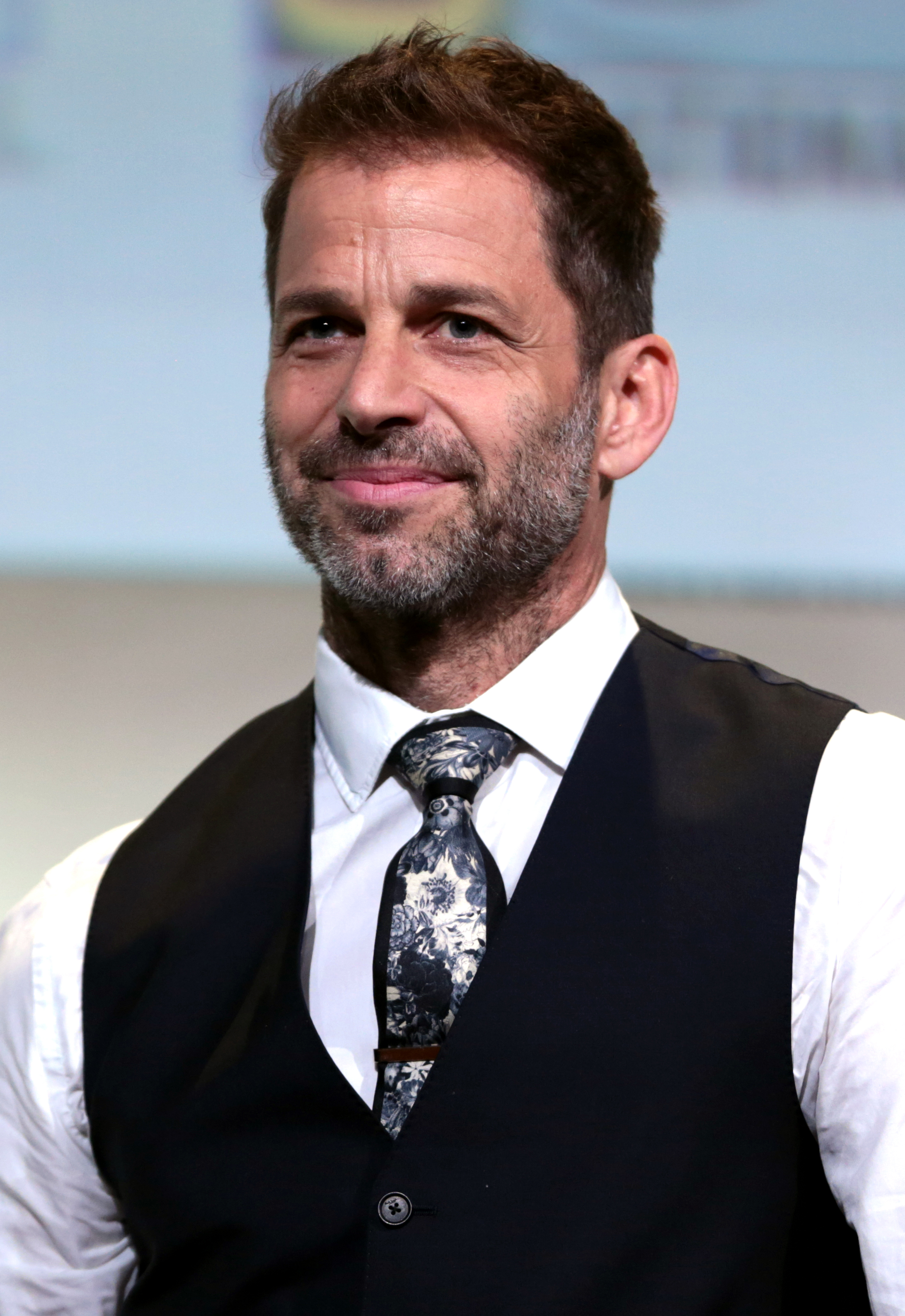
Zack Snyder: el director de El hombre de acero, Batman v Superman: Dawn of Justice, y coescritor de la historia/director de Liga de la Justicia de Zack Snyder.

Kal-El / Clark Kent, que llegó a la Tierra hace años como un bebé procedente de Krypton, lucha por saber por qué fue enviado a la Tierra. Criado por sus padres adoptivos, Jonathan y Martha Kent, Clark adopta el personaje de «Superman» y aprende si sus habilidades están destinadas a mantener la paz o a conquistar el mundo.
Durante las discusiones sobre la historia de The Dark Knight Rises, David S. Goyer le contó a Christopher Nolan su idea sobre cómo presentar a Superman en un contexto moderno. Impresionado por el concepto de Goyer, Nolan presentó la idea al estudio, que contrató a Nolan para producir y a Goyer para escribir, basándose en el éxito financiero y crítico de The Dark Knight. Zack Snyder fue contratado en octubre de 2010 para dirigir la película, y Henry Cavill fue contratado para interpretar a Clark Kent / Superman en enero de 2011. Otros miembros del elenco fueron Amy Adams como Lois Lane, Michael Shannon como el villano General Zod, Diane Lane como Martha Kent, Kevin Costner como Jonathan Kent, Russell Crowe como Jor-El y Laurence Fishburne como Perry White. La fotografía principal comenzó el 1 de agosto de 2011. El hombre de acero se estrenó en Norteamérica el 14 de junio de 2013.

### Batman v Superman: Dawn of Justice(2016)
El justiciero de Gotham City, Batman, viaja a Metrópolis para combatir preventivamente a Superman, temiendo lo que sucedería si este último no es controlado, mientras otra amenaza pone en peligro a la humanidad.
En junio de 2013, Warner Bros. estaba acelerando una secuela de El hombre de acero, con Snyder y Goyer regresando como director y escritor, respectivamente. Nolan participó en un papel de asesor como productor ejecutivo. La secuela incluyó a Batman en un papel principal, y sirve como reinicio de las películas de Batman. Según Snyder, la película se inspiró en el cómic The Dark Knight Returns. Cavill, Adams, Lane y Fishburne retomaron sus papeles de El hombre de acero, mientras que Ben Affleck fue elegido para interpretar a Bruce Wayne / Batman. Chris Terrio fue contratado para reescribir el guion de Goyer. Originalmente programada para estrenarse en julio de 2015, la fecha de estreno se cambió al 6 de mayo de 2016 para dar a los cineastas «tiempo para realizar plenamente su visión, dada la compleja naturaleza visual de la historia». En mayo de 2014, se reveló que el título de la película era Batman v Superman: Dawn of Justice. El rodaje inicial tuvo lugar el 19 de octubre de 2013 en East Los Angeles College, antes de que la fotografía principal completa comenzara en mayo de 2014 y concluyera en diciembre. La producción también tuvo lugar en Detroit, Illinois, Nuevo México, África y el Pacífico Sur. Tras otro cambio de fecha, la película se estrenó en Norteamérica el 25 de marzo de 2016.
La película está ambientada 18 meses después de los acontecimientos de El Hombre de Acero. La película introduce a Gal Gadot  como Diana Prince / Mujer Maravilla, lo que supuso la primera aparición del personaje en una película de acción real, Ezra Miller como Barry Allen / Flash, Jason Momoa como Arthur Curry / Aquaman, Ray Fisher como Victor Stone / Cyborg y Joe Morton como el Dr. Silas Stone. Steppenwolf, se presentó a través de una breve escena no incluida en el estreno en cines de la película, sino que Warner Bros. la reveló en línea el 28 de marzo, antes de ser incluida en los discos de Edición definitiva (en inglés, Ultimate Edition).

### Suicide Squad(2016)

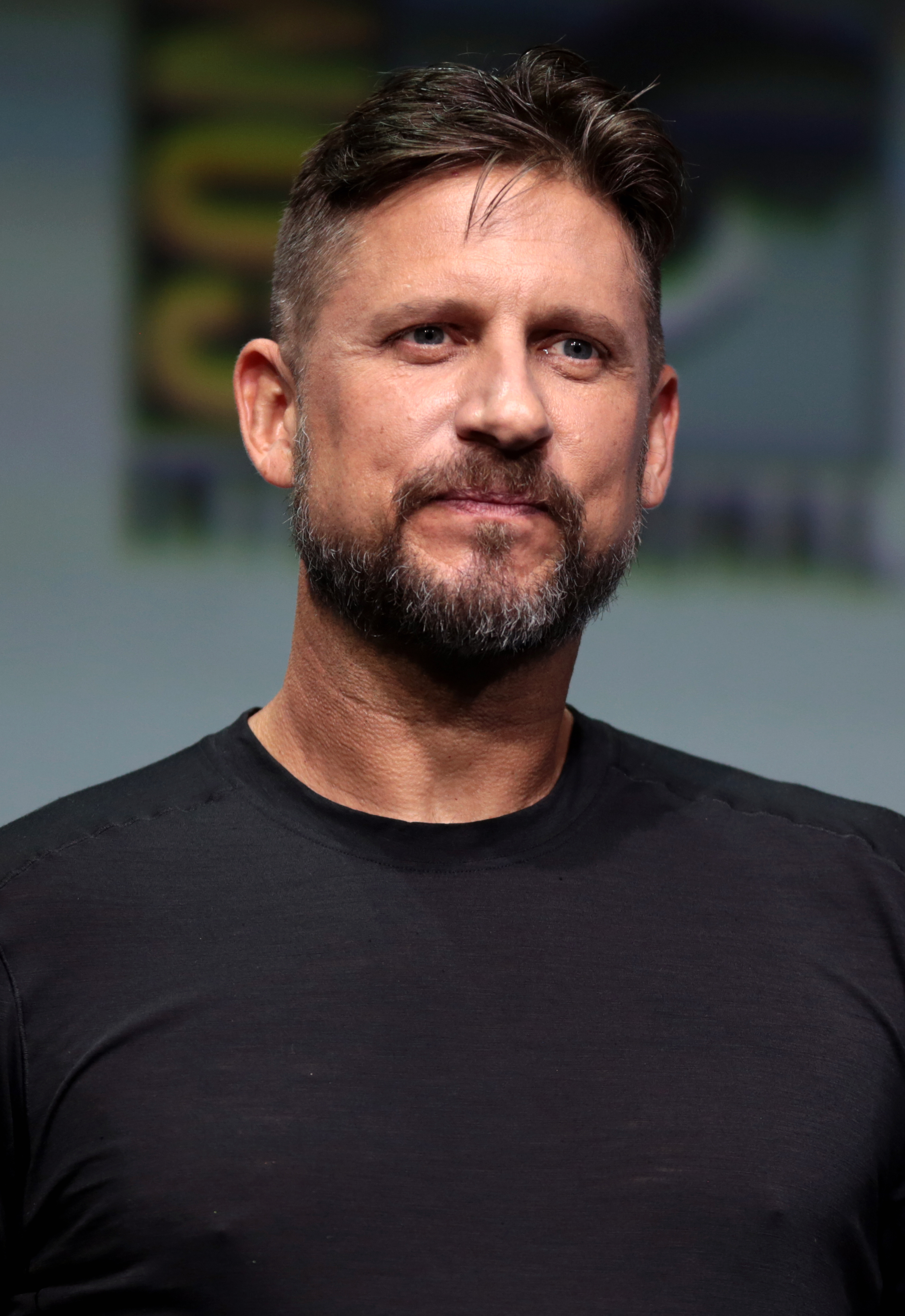
David Ayer: el escritor/director de Escuadrón Suicida.

Tras la muerte de Superman, una agencia gubernamental secreta recluta a supervillanos encarcelados para que ejecuten peligrosas misiones y rescaten al mundo de una poderosa amenaza, a cambio de clemencia.
En febrero de 2009, antes del desarrollo del DCEU, Warner Bros. estaba desarrollando una película del Escuadrón Suicida, con Dan Lin como productor y Justin Marks como guionista. En octubre de 2014, Escuadrón Suicida fue anunciada por Warner Bros, con David Ayer como director, y también como guionista. El elenco principal incluyó a Will Smith como Deadshot, Margot Robbie como Harley Quinn, Jared Leto como el Joker, Jai Courtney como el Capitán Bumerang, Jay Hernández como El Diablo, Adewale Akinnuoye-Agbaje como Killer Croc, Karen Fukuhara como Katana, Cara Delevingne como Encantadora, Viola Davis como Amanda Waller y Joel Kinnaman como Rick Flag. La fotografía principal tuvo lugar de abril a agosto de 2015 en Toronto. Escuadrón Suicida estrenó en Norteamérica el 5 de agosto de 2016.
Escuadrón Suicida está ambientada después de los acontecimientos de Batman v Superman: Dawn of Justice. Affleck y Miller repiten sus papeles como Bruce Wayne / Batman y Barry Allen / Flash de esa película.. En una escena a mitad de los créditos, Waller se reúne con Wayne en un restaurante y le entrega un expediente con información sobre los futuros miembros de la Liga de la Justicia.

### Wonder Woman(2017)

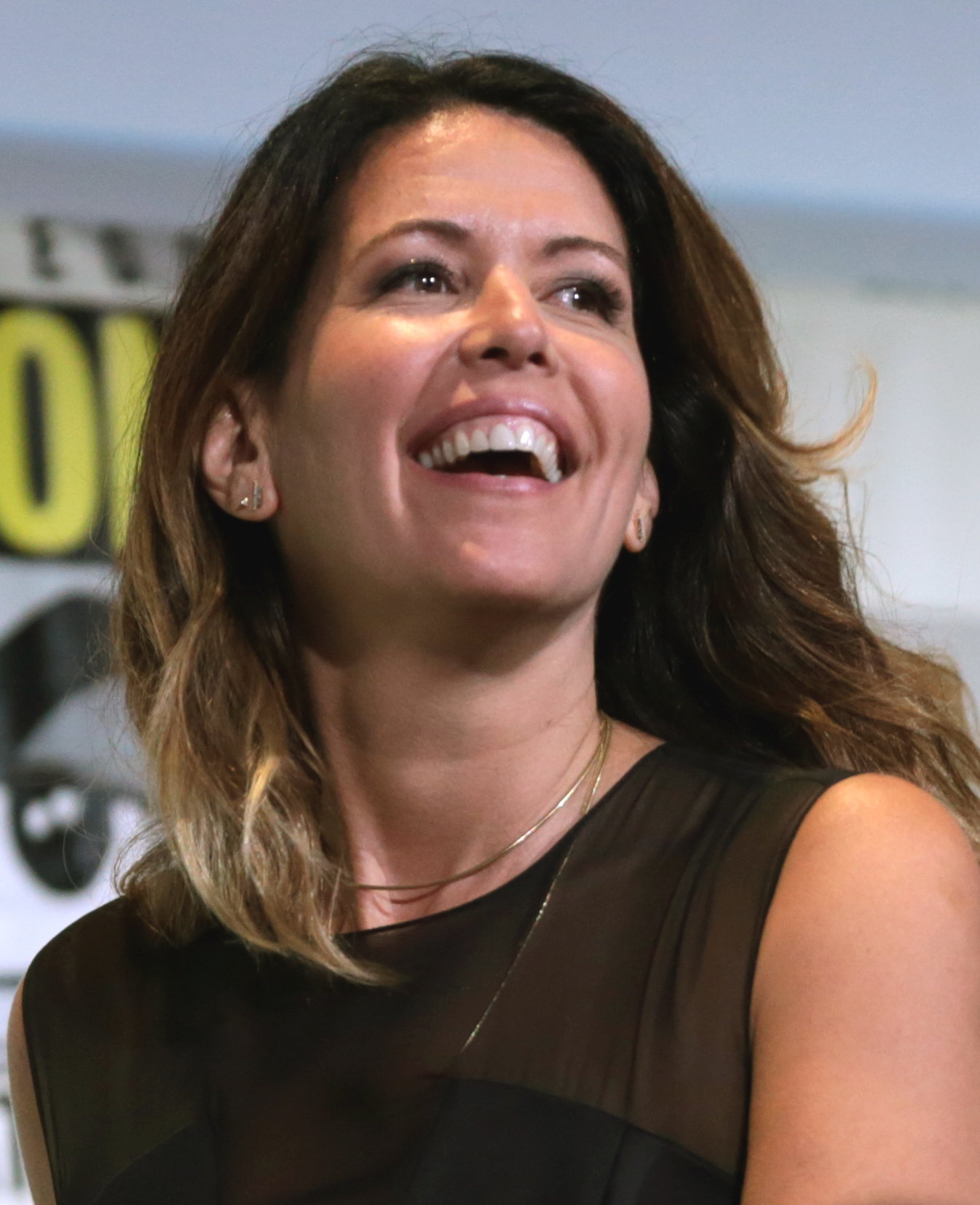
Patty Jenkins: la directora de Wonder Woman y coescritora/directora de Wonder Woman 1984.

Diana de Temiscira, una guerrera Amazona que también es una semidiosa hija del dios Zeus, utiliza sus talentos y habilidades para ayudar a la humanidad durante la Primera Guerra Mundial.
En diciembre de 2013, Gal Gadot fue elegida para el papel de Diana Prince / Mujer Maravilla y firmó un contrato de tres películas que incluía una película en solitario. En octubre de 2014, Wonder Woman fue anunciada por Warner Bros, y Michelle MacLaren dirigiría la película a partir de un guion de Jason Fuchs, al mes siguiente. En abril de 2015, MacLaren abandonó el proyecto por diferencias creativas, y Patty Jenkins fue contratada para reemplazarla. El rodaje se produjo entre noviembre de 2015 y mayo de 2016 y tuvo lugar en Reino Unido, Francia e Italia. Wonder Woman estrenó en Norteamérica el 2 de junio de 2017.

### Justice League(2017)
Motivados por la muerte de Superman a manos de Doomsday, Batman y Mujer Maravilla reúnen un equipo de metahumanos para detener la amenaza de Steppenwolf, que está en busca de tres Cajas Madre dispersas por la Tierra.
En junio de 2013, se informó de que Goyer escribiría Liga de la Justicia como parte de un acuerdo de tres películas que firmó para El hombre de acero. En abril de 2014, se anunció que Snyder volvería como director, y la película se anunció en octubre como Justice League Part One. En marzo de 2016, se confirmó que Chris Terrio había escrito el guion, y el título había sido cambiado a simplemente Liga de la Justicia, para junio. Affleck, Cavill, Gadot, Momoa, Miller, Fisher, Irons, Lane, Adams, Eisenberg, Nielsen, Wright y Morton retoman sus respectivos papeles de las películas anteriores. El rodaje tuvo lugar de abril a octubre de 2016 en Warner Bros. Studios, Leavesden en Inglaterra, así como en lugares de Londres y en Islandia. En mayo de 2017, Snyder abandonó sus funciones en la película debido a la muerte de su hija; Joss Whedon ocupó su puesto en la posproducción, con escenas adicionales escritas y dirigidas por él. Aunque Whedon no fue acreditado oficialmente por su papel como director de posproducción, completó suficiente trabajo adicional para un crédito de guionista en la película. Liga de la Justicia estrenó en todo el mundo el 17 de noviembre de 2017.
Repitiendo sus papeles de películas anteriores están Jeremy Irons como Alfred Pennyworth, Diane Lane como Martha Kent, Amy Adams como Lois Lane, Jesse Eisenberg como Lex Luthor, Connie Nielsen como Hippolyta, Robin Wright como Antiope, y Joe Morton como Silas Stone. Liga de la Justicia también presenta J. K. Simmons como James Gordon, Amber Heard como Mera, y Billy Crudup como Henry Allen, con Joe Manganiello como Slade Wilson / Deathstroke en una escena posterior a los créditos.

#### Zack Snyder's Justice League(2021)
La reacción divisiva a la versión de cines de La Liga de la Justicia, con Zack Snyder dejando las funciones de director y la versión final de la película en manos de Joss Whedon, condujo a una campaña impulsada por los fanáticos para un «Snyder Cut» (es español, «versión de Snyder») de la película. Se argumentó que la visión de Snyder sería más coherente con las películas anteriores. En marzo de 2019, Snyder confirmó que su corte original sí existía, y declaró que dependía de Warner Bros. estrenarlo. Warner Bros. permaneció en silencio sobre el asunto, aunque Variety informó en noviembre que era poco probable que Warner Bros. estrenara la versión de Snyder de Liga de la Justicia en los cines o en HBO Max, calificándola como un «sueño imposible». El 20 de mayo de 2020, Snyder anunció oficialmente que HBO Max estrenaría su corte de Liga de la Justicia en el servicio, el 18 de marzo de 2021. Inicialmente anunciada como una miniserie de cuatro partes, finalmente se estrenó como una película de cuatro horas, el doble de la duración de la versión cinematográfica. Snyder declaró que esta versión no pretende afectar al futuro de la continuidad del DCEU, sino que tiene lugar en un universo ligeramente alternativo. Se calcula que el nuevo corte costó unos 70 millones de dólares, principalmente para los efectos visuales y la fotografía adicional. Algunos actores volvieron a sus papeles para la fotografía adicional. mientras que Jared Leto como el Joker y Harry Lennix como el General Swanwick / Martian Manhunter se agregaron a la película. El trabajo en el corte se completó en enero de 2021.
Los personajes de la película cuyas escenas se cortaron de la versión teatral incluyen a Guasón (con Jared Leto retomando el papel de Suicide Squad), General Swanwick / Martian Manhunter (con Harry Lennix retomando el papel de El hombre de acero y Batman v Superman), Darkseid (interpretado por Ray Porter), DeSaad (interpretado por Peter Guinness), Nuidis Vulko (interpretado por Willem Dafoe), Iris West (interpretada por Kiersey Clemons), Ryan Choi (interpretado por Zheng Kai), varios Linternas Verdes, así como Abuela Bondad.

### Aquaman(2018)

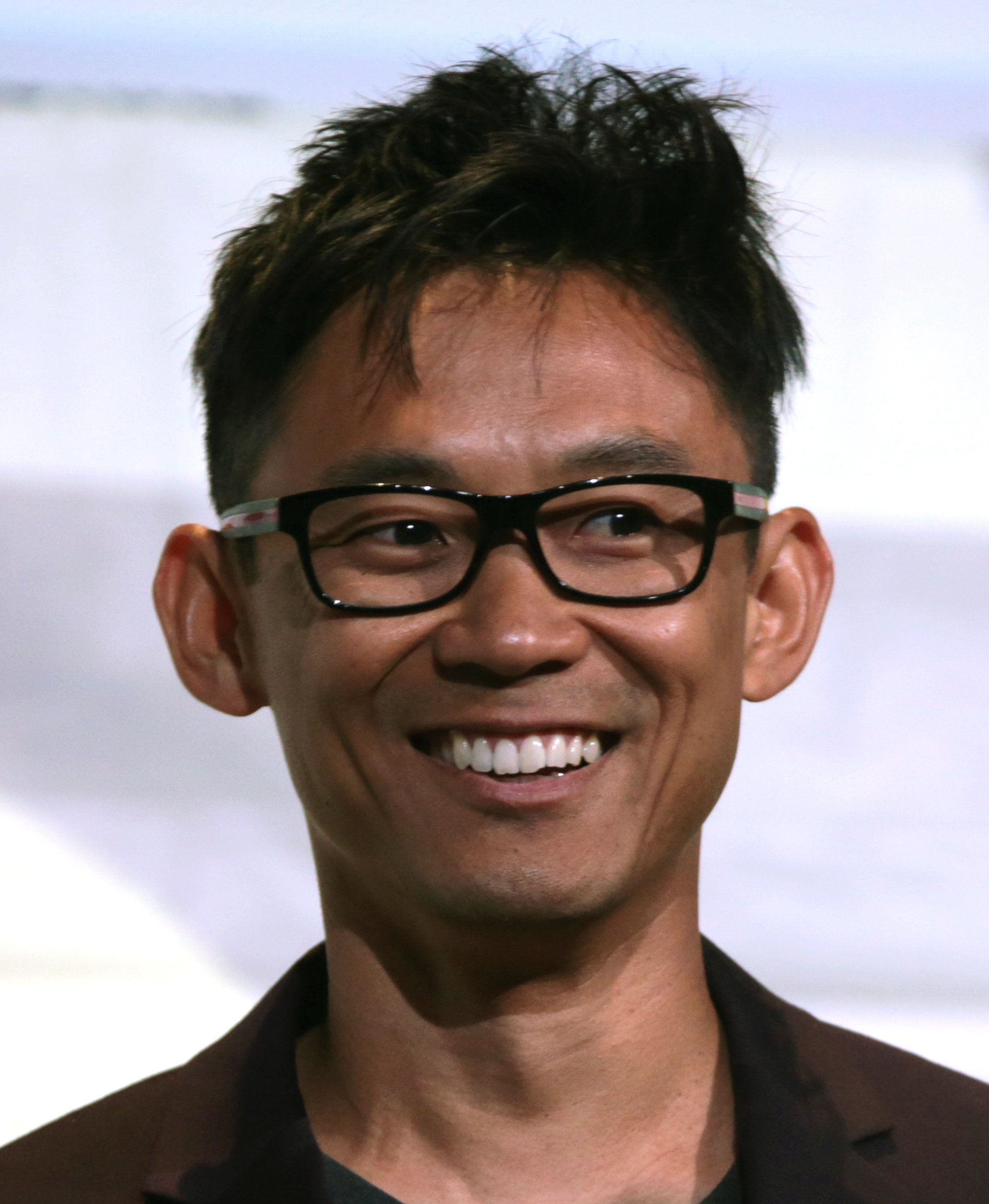
James Wan: el coescritor de la historia/director de Aquaman y el director de Aquaman 2.

Arthur Curry, un medio atlante asistente de farero, se propone liderar el reino submarino de Atlantis contra su medio hermano, el Rey Orm, que busca unir los siete reinos submarinos contra el mundo de la superficie.
En junio de 2014, Jason Momoa fue elegido como Arthur Curry / Aquaman. En agosto, Will Beall y Kurt Johnstad estaban escribiendo guiones para la película en solitario del personaje. Aquaman se anunció en octubre. En junio de 2015, James Wan fue contratado como director, así como para supervisar el guion de Johnstad. En noviembre de 2015, David Leslie Johnson fue contratado para escribir un nuevo guion. En julio de 2016, Beall volvió a escribir el guion, basado en una historia de Wan y Geoff Johns. Johnson trabajó en una reescritura del guion de Beall con Wan y el productor Peter Safran. La fotografía principal comenzó el 2 de mayo de 2017 en Queensland, Australia. y concluyó en octubre de 2017. Aquaman estrenó en Norteamérica el 21 de diciembre de 2018.
Aquaman está ambientada después de los acontecimientos de Liga de la Justicia, aunque los críticos han notado numerosas inconsistencias entre las dos películas estrenadas en cines. Además, Momoa afirmó que la película tiene lugar después del "corte de Zack", y que el final de esa versión de la película se relaciona directamente con los eventos de Aquaman. Heard repite su papel de Mera de Liga de la Justicia, mientras que se introduce a Dafoe como Nuidis Vulko.

### ¡Shazam!(2019)

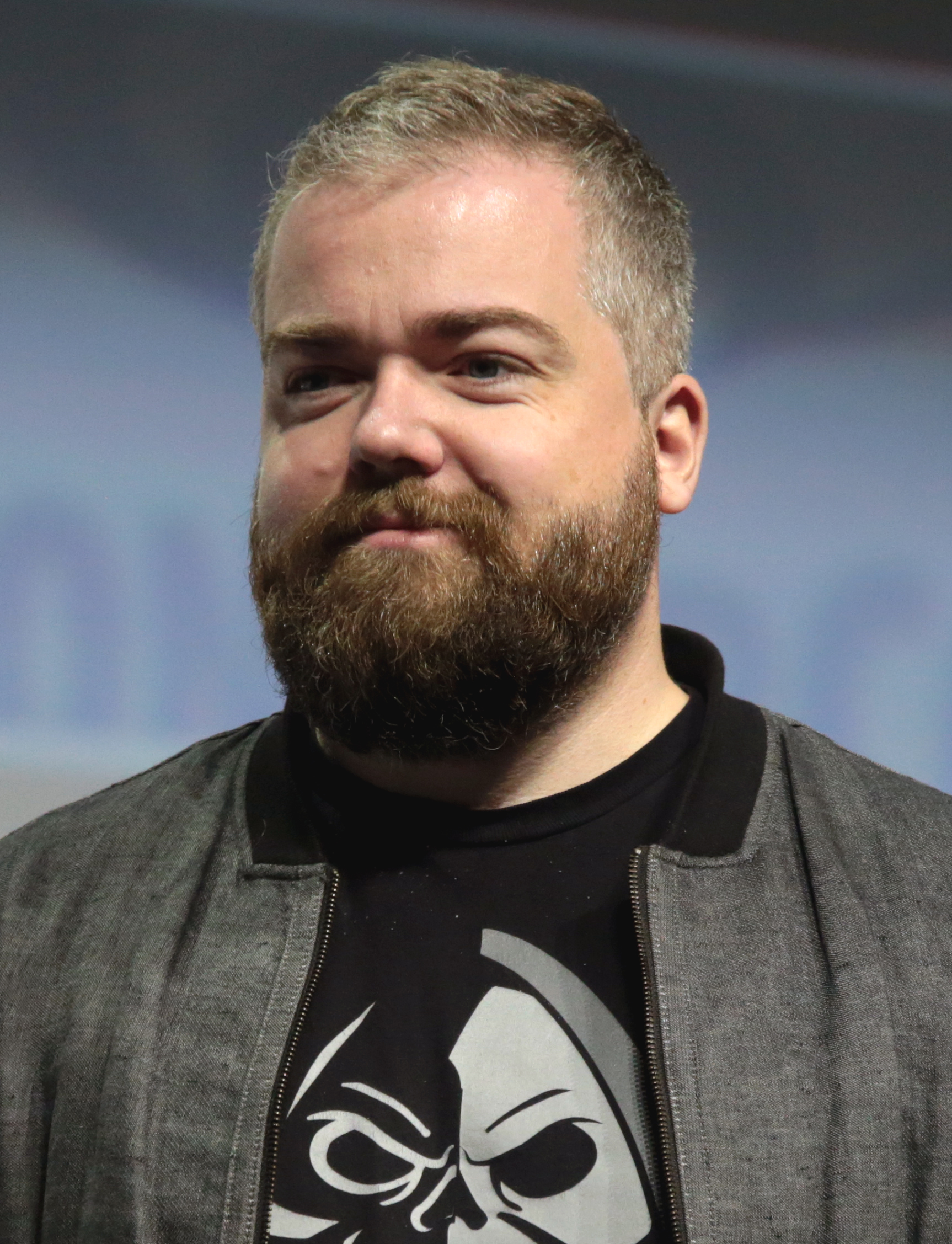
David F. Sandberg: el director de ¡Shazam! y su secuela.

Al pronunciar «Shazam», Billy Batson, un niño adoptivo de 14 años, puede convertirse en un superhéroe adulto, por cortesía de un antiguo mago. Intenta dominar sus poderes y derrotar a las fuerzas del mal controladas por el Dr. Thaddeus Sivana.
En agosto de 2014, Dwayne Johnson anunció su vinculación a un proyecto sobre el superhéroe Shazam, antes conocido como Capitán Marvel. En septiembre, se reveló que Johnson interpretaría al antihéroe Black Adam, el némesis de Shazam en la película, y que Darren Lemke se encargaría del guion. En octubre, Warner Bros. anunció que ¡Shazam! formaría parte de sus próximas de películas. En enero de 2017, Henry Gayden estaba trabajando en el guion. En julio, se confirmó que David F. Sandberg dirigiría ¡Shazam!. Johnson ya no aparecería, sino que protagonizaría una película en solitario de Black Adam. En octubre, Zachary Levi fue elegido para el papel de Shazam, y en noviembre, Asher Angel fue elegido para el papel del alter ego de Shazam, Billy Batson. La fotografía principal comenzó en Toronto en enero de 2018 y terminó en mayo, con la mayor parte del rodaje en Pinewood Toronto Studios, entre otras localizaciones alrededor de Toronto. ¡Shazam! estrenó en Norteamérica el 5 de abril de 2019.
La película está ambientada después de los eventos de Liga de la Justicia. Superman hace un cameo al final de la película, sin embargo, su rostro no se muestra porque Henry Cavill no pudo repetir el papel debido a conflictos de agenda. El villano Mister Mind se presenta en una escena a mitad de los créditos.

### Birds of Prey(2020)

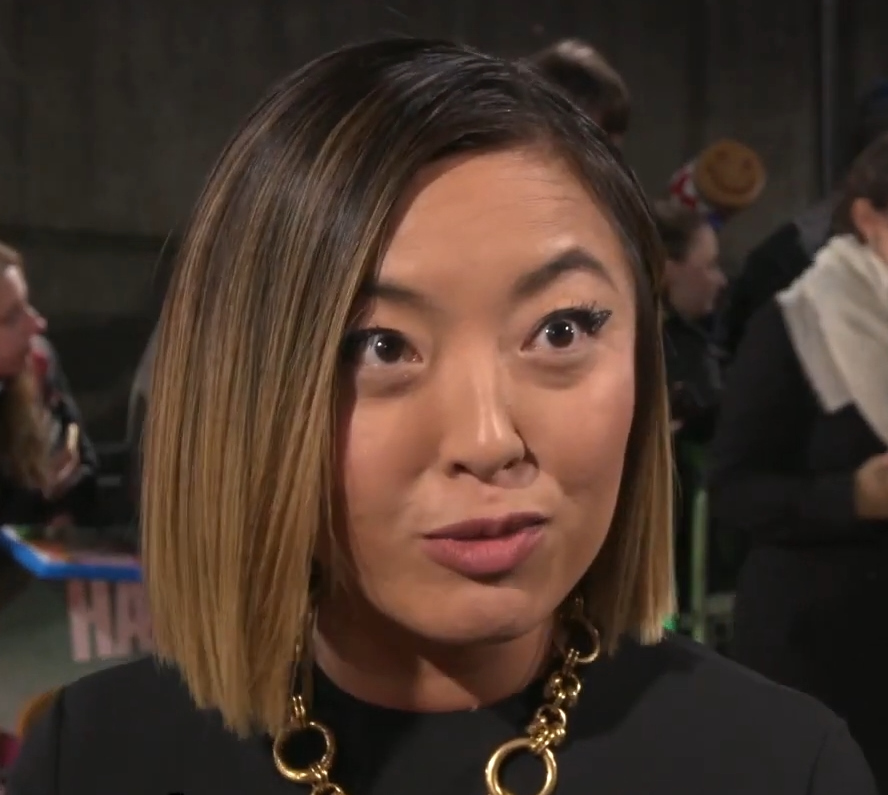
Cathy Yan, la directora de Birds of Prey (and the Fantabulous Emancipation of one Harley Quinn).

Cuando Cassandra Cain, una joven, se encuentra con un diamante perteneciente al señor del crimen Máscara Negra, Harley une fuerzas con Canario Negro, Cazadora y Renée Montoya para ayudar a protegerla.
En noviembre de 2016, se estaba desarrollando una película basada en el equipo de superhéroes femeninas Aves de Presa, con Christina Hodson firmada como guionista. En abril de 2018, Warner Bros. seleccionó a Cathy Yan como directora, con Margot Robbie, Sue Kroll y Bryan Unkless como productores. Margot Robbie retomó su papel de Harley Quinn de Escuadrón Suicida. Es la primera entrega de cines con calificación R de la franquicia y tiene un presupuesto menor que la mayoría de las otras películas. Además del papel protagonista de Robbie, el equipo también incluye a Mary Elizabeth Winstead, Jurnee Smollett-Bell, Rosie Pérez y Ella Jay Basco como Cazadora, Canario Negro, Renée Montoya y Cassandra Cain, respectivamente. En noviembre de 2018, Robbie reveló el título completo de la película como Birds of Prey (and the Fantabulous Emancipation of One Harley Quinn). La fotografía principal comenzó en enero de 2019, en Los Ángeles, y duró hasta abril. Birds of Prey tuvo su estreno mundial en Londres el 29 de enero de 2020 y estrenó en Norteamérica el 7 de febrero.
Birds of Prey se desarrolla después de los eventos de Suicide Squad.

### Wonder Woman 1984(2020)
Diana Prince entra en conflicto con la Unión Soviética durante la Guerra Fría en la década de los años 1980 y encuentra dos enemigos formidables, Maxwell Lord y Cheetah.
En junio de 2017, Geoff Johns y Patty Jenkins habían comenzado a trabajar en la historia para una secuela de Wonder Woman. En julio, Johns estaba trabajando en el guion, y la secuela se anunció oficialmente en la Convención Internacional de Cómics de San Diego, con Gadot retomando el papel principal. En septiembre, Jenkins firmó un contrato para regresar como director, y contrató a David Callaham para que escribiera el guion con ella y Johns. La producción comenzó en junio de 2018 y concluyó ese diciembre. Lugares de filmación incluyeron Distrito de Columbia, Virginia del Norte, Warner Bros. Studios, Leavesden en el Reino Unido y las islas de Tenerife y Fuerteventura en España. Wonder Woman 1984 fue estrenada simúltaneamente en Estados Unidos en cines y en HBO Max el 25 de diciembre de 2020.
En una escena a mitad de los créditos, Lynda Carter, que interpretó a la Mujer Maravilla en la serie de televisión del personaje de los años 70, fue presentada como Asteria, una legendaria guerrera amazona que poseía una antigua armadura dorada que la Mujer Maravilla de Gadot usó en la película.

### The Suicide Squad(2021)

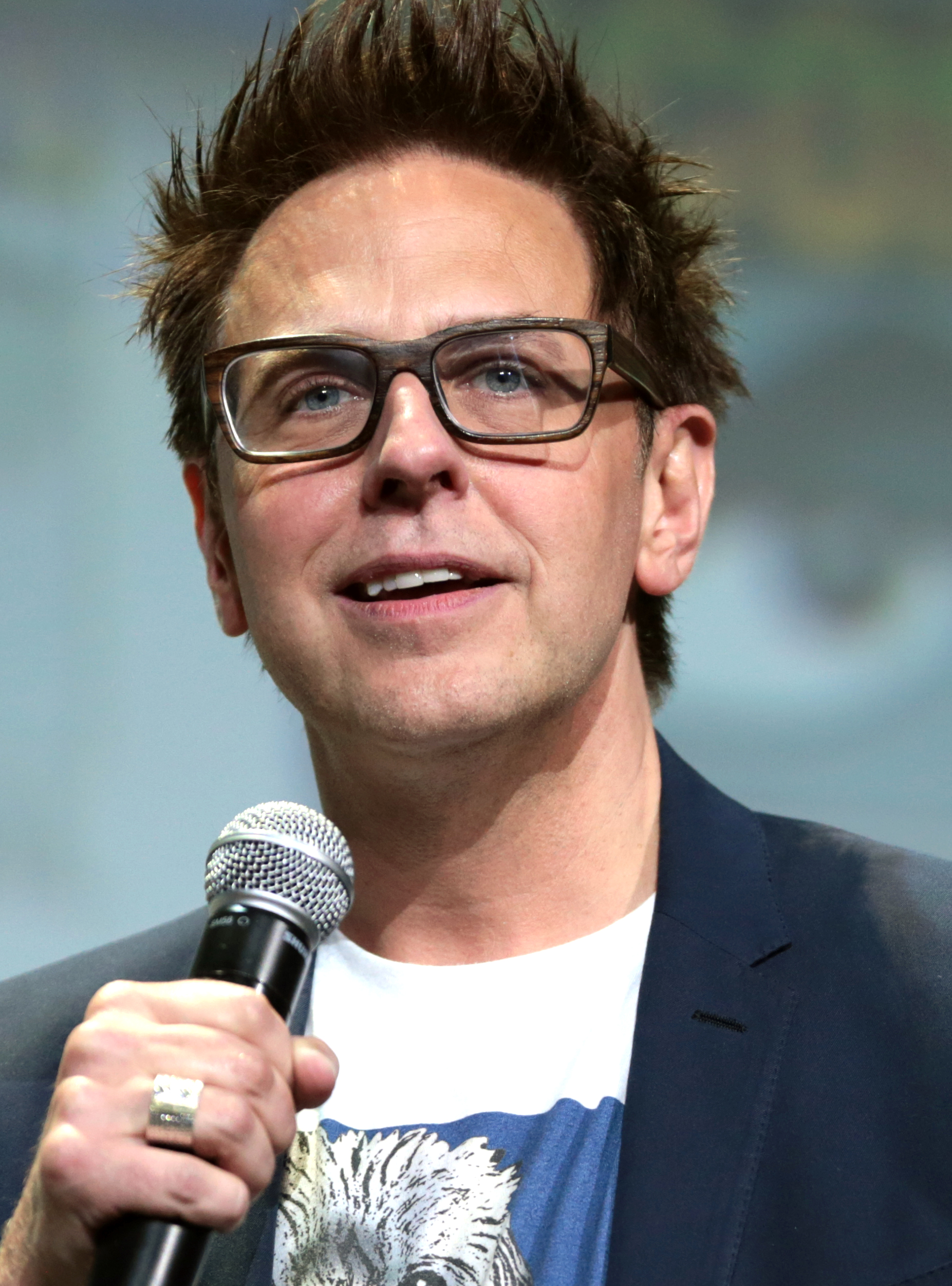
James Gunn: el escritor/director de El Escuadrón Suicida.

Waller envía a una nueva Task Force X, formada por miembros antiguos y nuevos, en una misión para destruir un laboratorio de la época nazi que contiene experimentos.
En marzo de 2016, se anunció que se estaba desarrollando una secuela de Escuadrón Suicida, con Ayer regresando como director. Adam Cozad fue contratado para escribir el guion en marzo de 2017. En julio de 2017, una nueva historia fue escrita por Zak Penn. En septiembre de 2017, Gavin O'Connor fue contratado como director tras el abandono de Ayer. O'Connor completó el guion con David Bar Katz y Todd Stashwick en septiembre de 2018. El borrador final del guion se completó en septiembre de 2018. Al mes siguiente, O'Connor abandonó el proyecto cuando Warner Bros. consideró que el guion era demasiado similar al de Aves de presa. En enero de 2019, la película se retituló The Suicide Squad, con James Gunn como director, a partir de un nuevo guion escrito por él. Gunn eligió el proyecto por encima de otras películas que Warner Bros. tenía en desarrollo, incluida una película de Superman. En marzo, Idris Elba se unió al elenco. Inicialmente fue contratado para sustituir a Smith como Deadshot, que abandonó la película por conflictos de agenda, pero más tarde se decidió que Elba interpretaría a un nuevo personaje para que Smith pudiera volver en el futuro. Margot Robbie, Joel Kinnaman, Jai Courtney y Viola Davis retoman sus papeles de la primera película. La producción comenzó en septiembre de 2019 en Pinewood Atlanta Studios en Atlanta, y con filmaciones adicionales en Panamá, y concluyó en febrero de 2020. The Suicide Squad comenzó su estreno internacional el 30 de julio de 2021. Fue estrenada en cines y en la plataforma de streaming, HBO Max en los Estados Unidos el 5 de agosto de 2021.

### Black Adam(2022)

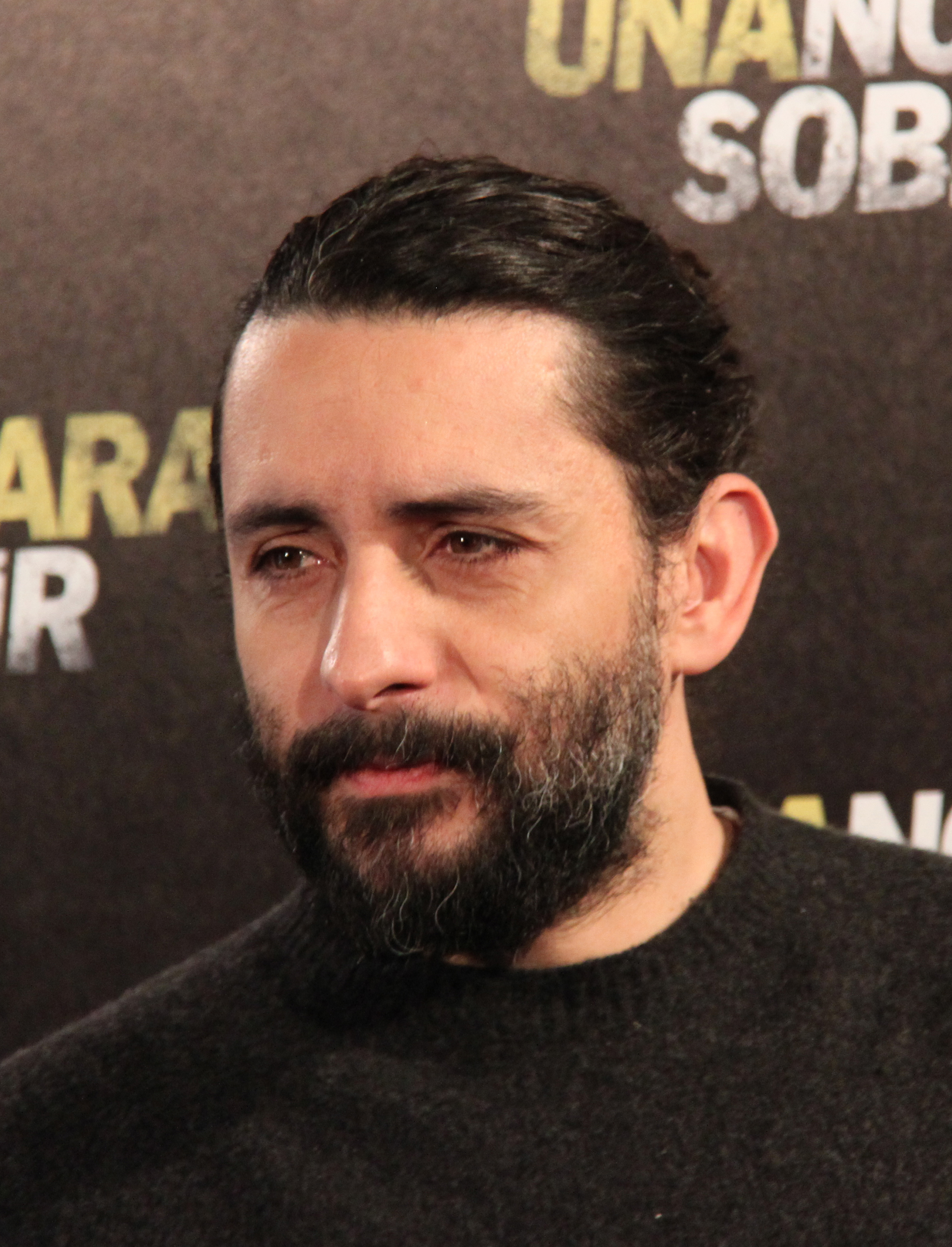
Jaume Collet-Serra: el director de Black Adam.

Casi 5000 años después de que se le otorgaran los poderes de los dioses egipcios y fuera encarcelado, Black Adam es liberado de su tumba, listo para desatar su forma única de justicia en el mundo moderno.
En septiembre de 2014, tras ser considerado para interpretar a Shazam y a Lobo, Dwayne Johnson fue elegido como Black Adam, un villano central de la franquicia  Shazam  de DC. El personaje iba a ser introducido en ¡Shazam!, pero Johnson convenció a los estudios de producción de la película de dividir la narrativa para centrarse en el origen de Black Adam, con Black Adam y Shazam, en cambio, se cruzarían en una película futura. Adam Sztykiel fue contratado para escribir el guion. En junio de 2019, Jaume Collet-Serra fue anunciado como director, con Beau Flynn, Johnson, Hiram Garcia, Dany Garcia y Scott Sheldon como productores. Para septiembre de 2020, Rory Haines y Sohrab Noshirvani habían escrito un nuevo borrador del guion. El rodaje inició en abril de 2021 y concluyó en julio de 2021. Black Adam estrenó el 21 de octubre de 2022.
La película cuenta con La Sociedad de la Justicia de América, consistiendo de Aldis Hodge como Hombre Halcón, Noah Centineo como Atom Smasher, Quintessa Swindell como Cyclone y Pierce Brosnan como Doctor Fate. Repitiendo sus papeles de los medios anteriores del DCEU están Davis como Amanda Waller, Djimon Hounsou como el mago Shazam y Jennifer Holland como Emilia Harcourt, con Henry Cavill apareciendo como Kal-El / Clark Kent / Superman en una escena a mitad de los créditos.

### Shazam! Fury of the Gods(2023)
Billy Batson y sus hermanos adoptivos, que se transforman en superhéroes al decir "¡Shazam!", se ven obligados a volver a la acción y luchar contra las Hijas de Atlas, que quieren usar un arma que podría destruir el mundo.
Una secuela de ¡Shazam! entró en desarrollo en abril de 2019, con Henry Gayden regresando como guionista. David F. Sandberg y Peter Safran regresarían como director y productor, respectivamente, y se contrató a Chris Morgan como guionista adicional. Zachary Levi retoma su papel como el superhéroe principal, al igual que la mayoría de los actores adultos y niños de la Familia Shazam . En agosto de 2020, durante el DC FanDome, se anunció el título de la película como Shazam! Fury of the Gods. El rodaje comenzó en mayo de 2021 en Atlanta y concluyó en agosto. ¡Shazam! La furia de los dioses estrenó el 17 de marzo de 2023.
En enero de 2023, los codirectores ejecutivos de DC Studios, James Gunn y Peter Safran, declararon que ¡Shazam! Fury of the Gods conducirá directamente a los eventos de The Flash.

### The Flash(2023)
Barry Allen intenta retroceder en el tiempo para evitar el asesinato de su madre, lo que trae consecuencias involuntarias en su línea de tiempo.
En julio de 2013, Greg Berlanti estaba desarrollando una película centrada en Barry Allen / Flash, con un guion inicial redactado por Geoff Johns, Chris Brancato, Michael Green y Marc Guggenheim. En octubre de 2014, se anunció The Flash con una fecha de estreno prevista para 2018, y que Ezra Miller había sido elegido para el papel protagónico. En abril de 2015, una historia estaba siendo escrita por Phil Lord y Christopher Miller. En los dos años siguientes, Seth Grahame-Smith y Rick Famuyiwa abandonaron individualmente la dirección por diferencias creativas con el estudio. En enero de 2017, se contrató a Joby Harold fue contratado para hacer una reescritura de la página uno del guion, que anteriormente tenía borradores escritos por Grahame-Smith y Famuyiwa. En julio de 2017, el título de la película se cambió a Flashpoint, basada en la historia del cómic del mismo nombre. Dan Mazeau se incorporó como coguionista. En marzo de 2018, John Francis Daley y Jonathan Goldstein fueron contratados para codirigir. En marzo de 2019, tras diferencias creativas con el trabajo de los codirectores en el guion, Miller fue contratado para coescribir un nuevo borrador en colaboración con Grant Morrison. En julio de 2019, Daley y Goldstein abandonaron el proyecto, mientras que Andy Muschietti y Christina Hodson fueron contratados para sustituirlos como director y guionista, respectivamente. Barbara Muschietti y Michael Disco actuaron como productores. El rodaje inició en abril de 2021, en Warner Bros. Studios en Leavesden, Hertfordshire, Inglaterra. y concluyó en octubre de 2021. The Flash estrenó el 16 de junio de 2023.

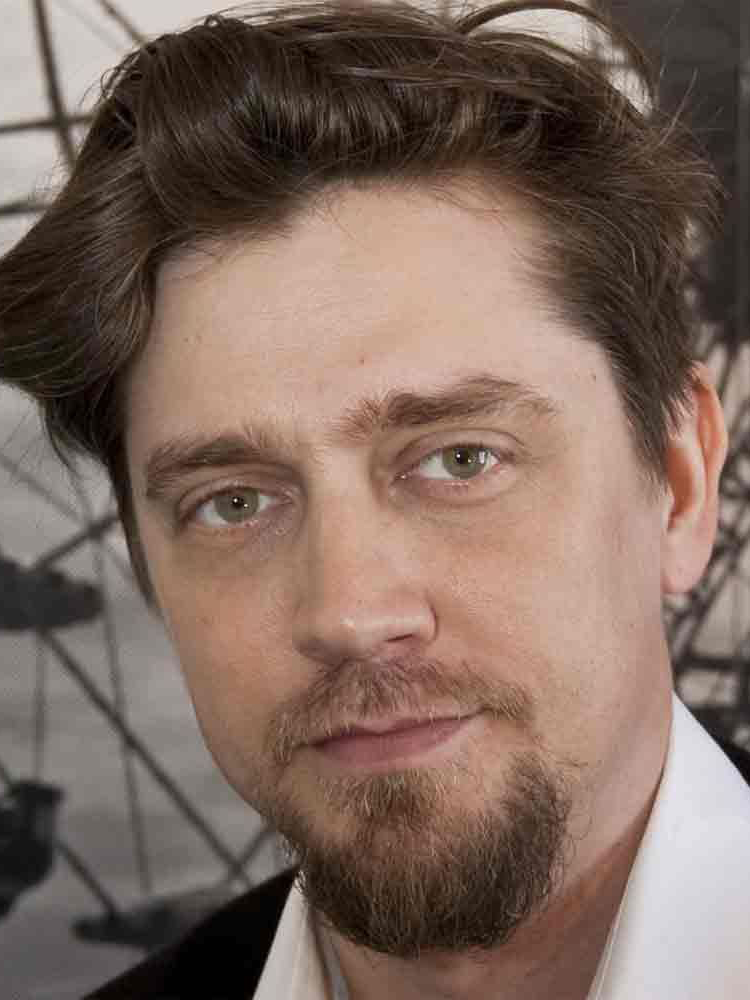
Andy Muschietti: el director de The Flash.

The Flash explorará el multiverso usando la Fuerza de la Velocidad e incluirá múltiples superhéroes, incluido Michael Keaton como Bruce Wayne / Batman (repitiendo su papel de Batman (1989) y Batman Returns (1992).) y Sasha Calle como Supergirl. Ben Affleck también repite su papel como la versión DCEU de Bruce Wayne / Batman. La película también «reiniciaría» el DCEU, según Barbara Muschietti. Michael Shannon y Antje Traue volverán a interpretar sus papeles como el General Zod y Faora-Ul, respectivamente, de El hombre de acero, con Maribel Verdú y Ron Livingston interpretando a Nora Allen y Henry Allen, el padre de Barry, que apareció en Liga de la Justicia y la versión del director, y Kiersey Clemons regresando como Iris West del último corte.
En enero de 2023, los codirectores ejecutivos de DC Studios, James Gunn y Peter Safran, declararon que The Flash "restablecerá" el «DC Universe» y conducirá directamente a los eventos de Blue Beetle, Aquaman and the Lost Kingdom, y su futura lista de películas con el subtítulo: "Chapter 1: Gods and Monsters" (en español: "Capítulo 1: Dioses y monstruos"). Gunn explicó más tarde que The Flash cambiará algunos aspectos y personajes, pero no todos los aspectos de la franquicia anterior.

### Blue Beetle(2023)

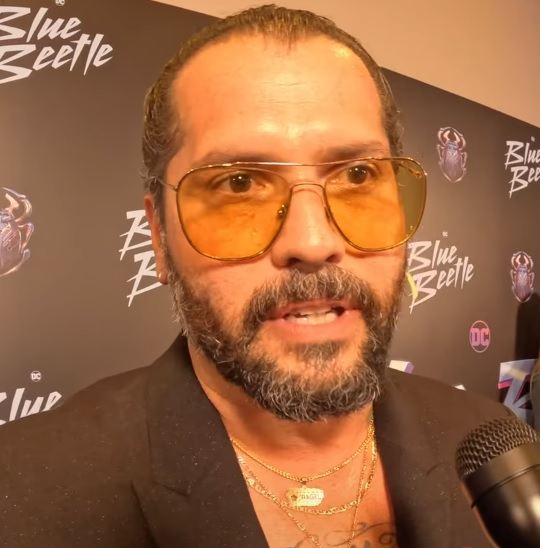
Ángel Manuel Soto, el director de Blue Beetle.

Después de que Jaime Reyes se gradúa de la universidad y regresa a su ciudad natal, Palmera City, es elegido para convertirse en un anfitrión simbiótico del Escarabajo, una antigua reliquia biotecnológica alienígena que le otorga una poderosa armadura de exoesqueleto, convirtiéndolo en el superhéroe Blue Beetle.
En noviembre de 2018, se estaba desarrollando una película centrada en la encarnación de Jaime Reyes de Blue Beetle, con un guion escrito por Gareth Dunnet-Alcocer. En febrero de 2021, Ángel Manuel Soto firmó como director, y Xolo Maridueña fue elegido como el personaje principal en agosto. John Rickard y Zev Foreman sirven como productores.
La fotografía principal comenzó en mayo en Atlanta y terminó el 18 de julio en Puerto Rico. Inicialmente desarrollada como una película exclusiva de HBO Max, Blue Beetle se cambió más tarde a un lanzamiento teatral, se estrenó el 18 de agosto de 2023.
En enero de 2023, los co-CEOs de DC Studios James Gunn y Peter Safran declararon que Blue Beetle sigue directamente los eventos de The Flash, donde gran parte de la franquicia se "reiniciará" de tal manera que Blue Beetle estará "totalmente desconectado (de todo lo que vino antes) y puede ser parte del DCU".

### Aquaman y el Reino Perdido(2023)
En enero de 2019, Warner Bros. confirmó el desarrollo de una secuela de Aquaman, con intenciones de que James Wan regresara como director. Además de protagonizar, Jason Momoa tiene un papel creativo más importante en la secuela; junto con su compañero de escritura, presentaron su idea para la secuela a Warner Bros. y coescribieron el primer borrador de la historia. En febrero, David Leslie Johnson-McGoldrick, firmó como guionista; completó el guion junto a Wan. En marzo, Safran dijo que la película explorará los otros Siete Reinos de Atlantis. En junio de 2021, se anunció Aquaman and the Lost Kingdom como el título oficial. El rodaje se produjo desde junio de 2021 hasta enero de 2022 en el Reino Unido, Hawái y Los Ángeles. Aquaman y el Reino Perdido se estrenó el 22 de diciembre de 2023.
En enero de 2023, los codirectores ejecutivos de DC Studios, James Gunn y Peter Safran, declararon que Aquaman and the Lost Kingdom tendrá lugar después del "reinicio" de la línea de tiempo por parte de la película de DC, The Flash, y que será seguido directamente por la lista de proyectos con el subtítulo de: "Chapter 1: Gods and Monsters" (en español: "Capítulo 1: Dioses y monstruos"), mencionando el "verdadero comienzo" que ocurrirá en 2025.

## Series de televisión
| Serie      | Temporada | Temporada | Episodios | Episodios | Lanzamiento original | Lanzamiento original  | Showrunner | Estado    |
| Serie      | Temporada | Temporada | Episodios | Episodios | Primera emisión      | Última emisión        | Showrunner | Estado    |
| ---------- | --------- | --------- | --------- | --------- | -------------------- | --------------------- | ---------- | --------- |
| Peacemaker |           | 1         | 8         | 8         | 13 de enero de 2022  | 17 de febrero de 2022 | James Gunn | Estrenada |

### Peacemaker(2022)
Christopher Smith / Peacemaker, miembro de la Fuerza Especial X, es enviado a una misión de operaciones encubiertas para atacar a las "mariposas", individuos poseídos por criaturas parásitas parecidas a insectos que invaden la raza humana.
En septiembre de 2020, James Gunn anunció que una serie derivada de El Escuadrón Suicida (2021) centrada en Christopher Smith / Peacemaker estaba en desarrollo para HBO Max, con sus ocho episodios escritos por Gunn que dirigirá varios de ellos, y sirve como productor ejecutivo junto a Peter Safran. John Cena repite su papel de Peacemaker de la película. El rodaje comenzó en Vancouver, Canadá en enero de 2021 y concluyó en julio. Los primeros tres episodios de Peacemaker se estrenaron el 13 de enero de 2022, y los episodios subsiguientes se estrenaron semanalmente hasta el 17 de febrero. Poco después de la serie terminó, la serie se renovó para una segunda temporada, con Gunn listo para escribir y dirigir cada episodio.
La primera temporada de Peacemaker se desarrolla cinco meses después de los eventos de El Escuadrón Suicida, con Steve Agee y Jennifer Holland retomando sus respectivos papeles como John Economos y Emilia Harcourt de esa película. Viola Davis, Jason Momoa y Ezra Miller también hacen apariciones no acreditadas como sus respectivos roles de DCEU de Amanda Waller, Arthur Curry / Aquaman y Barry Allen / Flash, con Superman y Wonder Woman también apareciendo interpretados por dobles, con sus rostros oscurecidos por la oscuridad. La serie contiene referencias al universo DC más amplio, incluida la confirmación de que Bat-Mite, Doll Man, Matter-Eater Lad, Kite Man y Green Arrow existen en el DCEU. Además, se puede ver brevemente un titular de periódico que detalla los Intergang, antes de su debut en Black Adam.
Después de que se ordenó la segunda temporada tras las reacciones positivas obtenidas por la serie, con el creador del programa James Gunn confirmado para escribir y dirigir todos los episodios planeados, y John Cena programado para repetir el papel principal, Gunn declaró que la nueva temporada exploraría las mayores ramificaciones de las secuelas de los eventos de la primera temporada. Después de la sorpresa cancelación de la película HBO Max, Batgirl en agosto de 2022, Gunn reafirmó que la segunda temporada de Peacemaker era "segura" y continuar con el desarrollo. Más tarde, en el mismo mes, afirmó que el rodaje estaba programada para comenzar en 2023, pero en enero de 2023, Gunn dijo que la segunda temporada se retrasó porque estaba ocupado trabajando en otros proyectos.

### Otras series en desarrollo
- Serie sin título de John Constantine: En febrero de 2021, una serie centrada en John Constantine entró en desarrollo en HBO Max. La serie, que presenta a un joven Constantine en el Londres contemporáneo,[275] fue planeada para estar orientada al horror y se relacionaría con Justice League Dark. Guy Bolton fue contratado para escribir el piloto, mientras que J. J. Abrams se desempeñaría como productor ejecutivo.[276] Los creativos involucrados están decididos a tener un elenco diverso, mientras buscan a los actores no blancos para el papel principal. role.[277] Para agosto de 2022, la serie aún estaba en desarrollo,[278][279] mientras que también estaba programado tentativamente para comenzar la producción a principios de 2023.[280] En septiembre, después de que se escribieron cuatro episodios de la serie, la serie ya no avanzaba en HBO Max a favor del desarrollo de una secuela de la película Constantine (2005).[275] En octubre, se confirmó que la serie aún estaba en desarrollo y se estaba ofreciendo a otros servicios de transmisión.[281]

## Proyectos cancelados y reelaborados
A lo largo de los años, muchos proyectos que en un momento se suponía que formaban parte del DCEU se han movido a una continuidad diferente, se han cancelado por completo, o no estrenado. Tras el final del DCEU y el reinicio en el DCU, varios proyectos que estaban en desarrollo se archivaron, aunque pueden reutilizarse para la nueva continuidad:
- Batgirl: En marzo de 2017, Joss Whedon fue contratado para escribir, dirigir y producir una película centrada en Batgirl.[282] Whedon iba a comenzar la producción de la película en 2018,[283] pero renunció en febrero.[284] En abril, tras impresionar a Warner Bros. con su trabajo en Aves de presa, Christina Hodson fue contratada como guionista de Batgirl.[285] Para noviembre de 2019, se esperaba que Hodson escribiera el guion una vez que haya terminado su trabajo en The Flash.[37] Warner Bros. está buscando una directora para sustituir a Whedon.[286] En mayo de 2021, Adil El Arbi y Bilall Fallah fueron anunciados como codirectores de la película, con planes de estrenar la película en HBO Max. Kristin Burr producirá el proyecto.[287] En julio, Leslie Grace fue elegida para el papel principal;[288] fue elegida de una lista corta de actrices que incluía a Isabela Merced, Zoey Deutch y Haley Lu Richardson.[289] En octubre, se confirmó que Simmons volvería a interpretar su papel y Jacob Scipio se unió al elenco en un papel no revelado.[290] Más tarde ese mes, se anunció que Brendan Fraser había sido elegido como Firefly.[291] En diciembre, se reveló que Michael Keaton volvería a interpretar su papel de Bruce Wayne / Batman en la película.[292] En enero de 2022, Ivory Aquino fue elegida como Alysia Yeoh, el primer personaje transgénero importante en una película de DC.[293] La fotografía principal comenzó el 30 de noviembre de 2021 en Glasgow, y concluyó a finales de marzo de 2022.[294][295] Está programada para ser estrenada en algún momento en 2022,[296] aunque en abril de 2022, según los informes, Warner Bros. Discovery la está reconsiderando para su estreno en cines.[297] Ese agosto, Warner Bros. Discovery canceló los planes para estrenar la película en HBO Max o en cines luego de malas proyecciones de prueba. A pesar de la cancelación del proyecto, el estudio aún esperaba trabajar con Arbi, Fallah y Grace en otros proyectos de DC.[298]
- The Batman de Ben Affleck: en julio de 2015, Ben Affleck estaba en conversaciones para dirigir, protagonizar y coescribir una película independiente de Batman con Geoff Johns.[299] Affleck fue confirmado como director de la película en la Convención de Cómics de San Diego de 2016.[300] Sin embargo, Affleck declaró más tarde en enero de 2017 que no estaba seguro de si dirigiría la película,[301] y renunció al cargo de director ese mismo mes.[302] En febrero de 2017, Matt Reeves fue contratado para dirigir y coproducir la película.[303] Bajo la dirección de Reeves, la película cambió el enfoque hacia una iteración más joven e inexperta del personaje mientras se basaba más en las raíces de los cómics en la ficción negra y detectivesca, y Affleck finalmente abandonó el proyecto por completo, siendo reemplazado por Robert Pattinson como Batman y permitió que la película abandone sus conexiones con el DCEU, estableciéndola en un nuevo universo compartido independiente.[304]
- Batman Beyond: En diciembre de 2022, se informó que se estaba desarrollando una película de Batman Beyond protagonizada por Michael Keaton, con un guion de Christina Hodson. La trama habría involucrado a un Bruce Wayne envejecido, continuando los hilos de la trama desde su aparición en The Flash, y habría incluido a Catwoman.[305] El desarrollo de la película se archivó después de que Gunn y Safran fueran nombrados codirectores de DC Studios.[306] En enero de 2023, Gunn y Safran dijeron que existe potencial para un futuro proyecto multiverso en el que pueden incorporar la encarnación de Batman de Keaton.[307]
- Secuela de Black Adam: En abril de 2017, Johnson declaró que DC Films planeaba que Black Adam y Shazam aparecieran juntos en una futura película.[308] En octubre de 2022, Johnson confirmó los planes futuros para que Black Adam luche contra Superman en el DCEU y reafirmó los planes para que el personaje se cruce con Shazam.[309][310] Ese mes, los productores Hiram Garcia y Beau Flynn declararon que la secuela estaba en desarrollo, con planes para acelerar la producción del proyecto.[311] Johnson reveló públicamente en diciembre que el personaje no sería parte de la lista inicial de proyectos alineados para el nuevo universo cinematográfico de DC bajo Gunn y Safran. Agregó que tanto DC Studios como su productora Seven Bucks Productions continuarían colaborando en el futuro, y que el estudio tenía la intención de "continuar explorando las formas más valiosas en que se puede utilizar Black Adam en futuros capítulos del multiverso de DC".[312]
- Película de Crisis on Infinite Earths sín título: En agosto de 2022, cuando se completó la fusión de Warner Bros. Discovery y Walter Hamada comenzó los preparativos para dejar su cargo como presidente de DC Films, se informó que antes de estos eventos, Warner Bros. había estado desarrollando un proyecto basado en Crisis on Infinite Earths.[313] La trama habría incorporado de manera similar el multiverso y las iteraciones de los personajes principales de realidades alternativas. Tras la salida de Hamada de los estudios, la realización futura del proyecto depende de los planes de Gunn y Safran para la franquicia.[305][314][315][316]
- Black Canary: En agosto de 2021, se anunció que se estaba desarrollando una película centrada en Dinah Lance / Canario Negro con Jurnee Smollett-Bell retomando su papel de Aves de Presa (2020). Misha Green escribiendo el guion y Sue Kroll produciendo.[317] En junio de 2022, Smollett dijo que el desarrollo del proyecto continuaba.[318]
- Cyborg: en abril de 2014, Ray Fisher fue elegido para interpretar a Victor Stone / Cyborg,[71] y Warner Bros. anunció que una película sobre el personaje estaba en desarrollo el octubre siguiente.[23] Joe Morton estaba programado para retomar su papel como el Dr. Silas Stone.[319] En noviembre de 2017, Fisher declaró que la película se centraría específicamente en Cyborg,[320] y que el elenco y equipo de producción sería diverso.[321] En agosto de 2018, Morton comentó que hubo discusiones para incluir escenas en Cyborg, que se cortaron durante la postproducción en el estreno teatral de Liga de la Justicia que involucraban a Cyborg. Fisher expresó su deseo de que Zack Snyder dirigiera la película,[322] y presentó elementos de la trama que incluían a Phantom Limbs como los principales antagonistas de la película [420]. Cyborg estaba programada para ser estrenada el 3 de abril de 2020,[323] pero posteriormente se retrasó.[324] En abril de 2020, Fisher confirmó que el desarrollo del proyecto continuaba;[325] aunque para 2021, en medio de una disputa entre el actor y Warner Bros. Pictures con respecto a una investigación en el proceso de re-filmación de Liga de la Justicia, afirmó que no interpretaría al papel en cualquier película que tenga la participación de Hamada.[326][327] DC Films respondió afirmando que no volverán a interpretar el papel.[328] Fisher comentó más tarde que solo volvería a interpretar el papel si se revivía la secuela cancelada de Liga de la Justicia de Zack Snyder.[329] En marzo de 2021, Fisher dijo que no se opone a volver a interpretar el papel en futuras películas de DCEU, y que el actor prefiere que Cyborg sea dirigido por Snyder o Rick Famuyiwa.[330] En febrero de 2022, al hablar sobre la aparición de la Liga de la Justicia en el episodio final de Peacemaker, Gunn reveló que Cyborg no apareció en la escena debido al "futuro" planeado del estudio con el personaje.[331]
- Deadshot: En diciembre de 2016, se anunció que una película centrada en Floyd Lawton / Deadshot estaba en desarrollo,[332] con Will Smith retomando su papel de Escuadrón Suicida.[333] En febrero de 2019, Smith se fue debido a conflictos de programación,[334] y en abril, el personaje fue eliminado de The Suicide Squad para permita que Smith tenga la oportunidad de regresar en una película futura.[190] A partir de abril de 2022, la producción de la película se retrasó a favor de otros proyectos debido a la nómina de producción que Smith había solicitado.[335]
- Deathstroke: en octubre de 2017, se anunció una película centrada en Slade Wilson / Deathstroke, con Gareth Evans programado como guionista y director a partir de una historia de Joe Manganiello,[336] que estaba establecido para retomar su papel de Liga de la Justicia.[337] El proyecto recibió luz verde después de que Evans impresionara a los ejecutivos con su propuesta.[337] En abril de 2020, Evans ya no estaba en negociaciones para trabajar en el proyecto, declarando que nunca había estado involucrado contractualmente en su desarrollo. Describió la historia como una historia de origen «oscura» e «implacable», similar a las películas coreanas de cine negro.[338][339][340] En diciembre de 2020, después de retomar el papel en Liga de la Justicia de Zack Snyder, Manganiello declaró que él y Snyder estaban trabajando en proyectos con Deathstroke.[341] En marzo de 2021, después de numerosos retrasos, Manganiello confirmó que Deathstroke había sido cancelado porque Warner Bros. no lo consideraba una prioridad.[336] Manganiello declaró que escribió una historia de venganza "humana y fundamentada" para el personaje, mientras se preparaba para el papel en Liga de la Justicia y The Batman de Ben Affleck.[342] Había pasado seis meses escribiendo el esquema del guion de la película que se presentó al estudio; con detalles que incluyen el tiempo del personaje en el ejército de los Estados Unidos, su conexión con la Liga de las Sombras,[342] así como los personajes Talia al Ghul, William Wintergreen, su esposa Adeline Kane y sus hijos.[343] La historia incluyó los eventos que llevarían al papel del personaje en la película de Affleck, donde se venga de Batman, a quien culpa por la muerte de su hijo.[341] Manganiello señaló que era posible un renacimiento el proyecto.[336] Poco después del estreno de La Liga de la Justicia de Zack Snyder, se inició una campaña en las redes sociales como un intento de persuadir a Warner Bros. para que continuara con el proyecto.[344] En abril de 2021 durante Justice Con, Manganiello declaró que el primer proyecto que presenta al personaje que espera reciba luz verde es una historia de origen reelaborada como serie y estrenada exclusivamente en HBO Max.[345] El proyecto volvió a discutirse para revivirlo como parte de los planes de Gunn y Safran para el futuro del DCEU en diciembre de 2022.[305]
- Secuela de The Flash: En octubre de 2022, se reveló que el guion de una secuela de The Flash ya había sido completado por David Leslie Johnson-McGoldrick, aunque la realización del proyecto depende del éxito de la primera película.[346]
- Linterna Verde: Originalmente, la película Linterna Verde de 2011 estaba destinada a ser la primera película en un universo cinematográfico compartido de DC. Sin embargo, sus secuelas planeadas fueron canceladas en septiembre de 2011[347] y la película finalmente quedó fuera de continuidad debido a su decepción crítica y financiera.[348] A pesar de esto, el actor de Sinestro, Mark Strong, se refirió incorrectamente a él como "parte del DCEU" en febrero de 2019.[349] Además, Zack Snyder también consideró que Ryan Reynolds regresara para interpretar un "linterna adicional ... para completar la corporación" en su versión del director de Liga de la Justicia de 2021.[350][351] La película eventualmente se establecería retroactivamente para ser ambientada en el mundo de la Tierra-12 en el evento cruzado del Arrowverso, Crisis on Infinite Earths.[352]

- Gotham City Sirens: Una película basada en las Gotham City Sirens (un equipo formado por Harley Quinn, Catwoman y Poison Ivy) se anunció que estaba en desarrollo en diciembre de 2016, con Ayer firmado como director y coproductor de un guion de Geneva Robertson-Dworet. Robbie y Leto estaban programados para repetir sus papeles de Quinn y el Guasón de Suicide Squad, y Robbie también asumió el papel de productor ejecutivo.[332][353] El desarrollo de la película se pospuso posteriormente a favor de Birds of Prey.[354] En enero de 2020, Ayer confirmó que el proyecto aún estaba en suspenso,[355] y Robbie declaró que eligió filmar Birds of Prey primero para presentar al público personajes menos conocidos. Dijo que todavía estaba "empujando" hacia adelante con Gotham City Sirens y espera explorar la relación de Quinn con Ivy y Catwoman.[356][357] En 2022, Robbie declaró que había planes para que el personaje regresara a la franquicia,[358] y que seguía abogando por una relación romántica entre Quinn e Ivy.[359]
- Harley Quinn & the Joker: en julio de 2017, se anunció que una película centrada en Harley Quinn y el Joker estaba en desarrollo con el título provisional de Harley Quinn vs. the Joker, programada para comenzar la producción después de The Suicide Squad.[360][361] Glenn Ficarra y John Requa fueron contratados como coguionistas, codirectores y coproductores.[362] En septiembre de 2018, Ficarra y Requa anunciaron que el guion estaba terminado y presentado a Warner Bros, y que la producción comenzaría después de Aves de presa. La historia explora la relación tóxica de los personajes, combinando los tonos de los trabajos anteriores de Ficarra y Requa, Bad Santa y This Is Us.[363] La película fue cancelada en febrero de 2019.[364]
- Hourman: En marzo de 2021, se informó que se estaba desarrollando una película centrada en el personaje de Hourman, escrita por Gavin James y Neil Widener.[365]
- Serie de John Constantine sin título: En febrero de 2021, una serie centrada en John Constantine entró en fase de desarrollo en HBO Max. La serie, que presentaría a un joven Constantine en el Londres contemporáneo,[275] tendría una orientación de horror (similar a la de los cómics) y estará relacionada con Justice League Dark. Guy Bolton escribirá la serie, mientras que Abrams será productor ejecutivo a través de Bad Robot.[276] Según The Hollywood Reporter, Bad Robot y HBO Max pretenden contratar a un actor no blanco para el papel de Constantine.[277] Para agosto de 2022, la serie aún estaba en desarrollo,[278][279] mientras que también estaba programado tentativamente para comenzar la producción a principios de 2023.[280] Aunque se escribieron cuatro episodios de la serie, el proyecto se canceló en septiembre de 2022 a favor del desarrollo de una secuela de la película Constantine (2005).[275] En octubre, se confirmó que la serie aún estaba en desarrollo y se estaba ofreciendo a otros servicios de streaming.[281]
- Película del Joker sin título: en junio de 2018, una película centrada en el Joker entró en desarrollo temprano. Jared Leto servirá como productor ejecutivo además de retomar su papel titular, además de estar involucrado en la contratación del equipo de producción de la película. Esta pretende «allanar el camino» para todos los demás proyectos relacionados con Escuadrón Suicida.[366] Para febrero de 2019, la película había sido cancelada y más tarde ese año se estrenó una película del Joker no relacionada con el DCEU.[364]
- Secuelas de Liga de la Justicia: en octubre de 2014, se anunciaba la segunda parte de Liga de la Justicia, con Snyder regresando como director.[23] En junio de 2016, Deborah Snyder reveló que Liga de la Justicia no sería una película dividida en dos.[367] El estreno estaba previsto para el 14 de junio de 2019,[82] pero la producción se retrasó para dar cabida a The Batman.[368] Joss Whedon, el director de las regrabaciones de Liga de la Justicia, acabó rehaciendo una de las escenas poscréditos de la película para insinuar a la Liga de la Injusticia como villanos de una posible secuela.[369] En octubre de 2017, J. K. Simmons declaró que se estaba trabajando en el guion,[370] mientras que en diciembre, Variety informó de que no había «planes inmediatos» para que Snyder volviera como director.[371] Antes de su salida de DC Films, Snyder originalmente tenía la intención de que la secuela se centrara en la batalla de la Liga contra la Liga de la Injusticia, que habría consistido en Lex Luthor, Doctor Poison, Captain Cold, Riddler, Ocean Master y Black Manta. El conflicto habría resultado en la muerte de Mujer Maravilla y Aquaman. La película habría terminado con Darkseid invadiendo la Tierra y matando a una Lois Lane embarazada, lo que habría hecho a Superman susceptible a la Ecuación anti-vida.[372] En 2019, Warner Bros. había priorizado las películas independientes sobre el proyecto.[373][256] La directora ejecutiva de WarnerMedia Ann Sarnoff declaró en marzo de 2021 que, Liga de la Justicia de Zack Snyder se consideraba «un callejón sin salida narrativa», sin secuelas previstas.[374] Snyder dijo que no tenía «ninguna expectativa de que hubiera más películas que esta. Si eso ocurriera, sería increíble, pero ese puente está muy lejos. Francamente, estoy tranquilo».[375] Más tarde añadiría que Warner Bros. no tenía «ningún apetito o interés» en que dirigiera más películas.[376] En enero de 2021, Ray Fisher declaró que solo estaría dispuesto a retomar su papel de Cyborg en una futura película del DCEU si una secuela de Liga de la Justicia (2017) fuera realizada por Snyder.[329] Al mes siguiente, Snyder dijo que volvería a dirigir las secuelas si se le ofrecía la oportunidad.[377] En marzo, los guiones gráficos creados para la versión de Snyder de la secuela se exhibieron en la exhibición «Dreamscapes of Zack Snyder's Justice League» en Dallas.[372] Los guiones gráficos confirmaron la existencia de una segunda secuela, tentativamente titulada Liga de la Justicia 2A, que estaba planificada para ser estrenada en 2020. 2A se habría ambientado cinco años después de la película anterior y habría visto a la Liga usando viajes en el tiempo para revertir la invasión de Darkseid.[372] Batman habría sacrificado su vida mientras defendía a Lois Lane de Darkseid en el pasado, eventualmente creando una línea de tiempo alternativa donde la invasión de Darkseid nunca ocurrió. Veinte años en el futuro, el hijo de Clark y Lois se habría convertido en el segundo Batman después de Bruce.[378] En agosto, el productor Charles Roven confirmó el continuo interés del estudio en una secuela de Liga de la Justicia, sin embargo, afirmó que todavía están "a varios años de distancia".[379] Una vez más se consideró una secuela mientras De Luca y Abdy estaban a cargo de DC Films, antes de que Gunn y Safran se hicieran cargo.[380]
- Justice League Dark: en enero de 2013, Guillermo del Toro comenzó a desarrollar una película centrada en la Liga de la Justicia Oscura y presentó un guion en noviembre de 2014,[381][382] pero dejó de estar vinculado en junio de 2015.[383] En agosto de 2016, Doug Liman se unió para dirigir con el título Dark Universe, junto con Scott Rudin produciendo y Michael Gilio reescribiendo el guion.[384] Liman se marchó en mayo de 2017 por conflictos de agenda.[385] A mediados de 2017, se retituló Justice League Dark con Gerard Johnstone puliendo el guion.[170][386] En abril de 2020, HBO Max y Bad Robot Productions de J. J. Abrams anunciaron que el proyecto se volvería a desarrollar como una serie para HBO Max, con Abrams como productor ejecutivo.[387] Según Variety, es probable que Justice League Dark estrene después de que los miembros individuales del equipo sean introducidos en sus propias series, de forma similar a como estrenaron individualmente las series de Netflix de Marvel Television antes de cruzarse en The Defenders (2017).[276] Para febrero de 2023, la serie ya no estaba en desarrollo.
- Krypton: en octubre de 2014, el escritor de El hombre de acero, David S. Goyer, estaba desarrollando una serie de televisión centrada en el planeta Krypton.[388] Durante el desarrollo, Goyer reveló que la serie usaría conceptos no utilizados para el planeta que fueron creados para El hombre de acero.[389] En los primeros materiales de marketing de la serie y en el primer tráiler que debutó en la Comic-Con de San Diego de 2017, el logotipo de Superman diseñado para las películas del DCEU se usó para representar la Casa de El, lo que implica que la serie habría sido una precuela directa de El hombre de acero.[390][391] Durante el proceso de casting en 2017, el equipo de producción buscó a un actor que se pareciera a un joven Henry Cavill para interpretar a Seg-El, el abuelo de Superman.[392] En última instancia, todas las conexiones con El hombre de acero se eliminaron con el estreno de la serie en marzo de 2018.[391] El productor ejecutivo Cameron Welsh describiría más tarde la serie como "adyacente" tanto al DCEU como al Arrowverso.[393]
- Lobo: En septiembre de 2009, Warner Bros. anunció que se estaba desarrollando una película centrada en Lobo. Guy Ritchie y Brad Peyton se unieron para dirigir en diferentes momentos,[394][395] mientras que Dwayne Johnson originalmente estaba destinado a protagonizar.[199][396] Después de varias iteraciones, en 2016, Jason Fuchs fue contratado como guionista.[397] En febrero de 2018, Warner Bros. estaba en conversaciones con Michael Bay para dirigir. Fuchs comenzó a reescribir el guion a pedido de Bay para que el presupuesto pudiera reducirse considerablemente.[398] En noviembre de 2022, Jason Momoa declaró que bajo la dirección de Gunn y Safran, un proyecto que calificó como un "sueño hecho realidad",[399] que incluía a su personaje de cómic favorito.[400] Más tarde se informó que el proyecto era Lobo.[401][402] En enero de 2023, Gunn y Safran abordaron la participación de Momoa en futuras adaptaciones del personaje, y afirmaron que el actor no interpretaría a dos personajes en la franquicia.[224]
- Madame X: en junio de 2021, una serie centrada en Madame Xanadu entró en desarrollo temprano en HBO Max. Angela Robinson escribiría la serie y sería productora ejecutiva junto con J.J. Abrams. La serie se relacionaría con Justice League Dark.[403] La serie aún estaba en desarrollo en agosto de 2022, pero se canceló al mes siguiente. Variety señaló que la serie probablemente sería retomada por otros servicios de streaming.[404][279][275]
- Secuela de El hombre de acero: en octubre de 2014, una secuela de El hombre de acero estaba en desarrollo.[23] En noviembre de 2016, Amy Adams declaró que se había empezado a trabajar en el guion.[405] En septiembre de 2017, Matthew Vaughn anunció que estaba en conversaciones con el estudio para dirigir la película.[406] En junio de 2018, Cavill reveló que se estaba preparando para retomar el papel.[407] En marzo de 2019, Vaughn declaró que las conversaciones con Warner Bros. habían terminado y que ya no estaba involucrado en el desarrollo. Al hablar de su trabajo en el proyecto, reveló que estaba influenciado por una trilogía que había coescrito con Mark Millar en 2008, con Vaughn describiendo el proyecto como «una cosa masiva, edificante y esperanzadora».[408] En julio de 2019, Christopher McQuarrie dijo que él y Cavill habían lanzado una idea de secuela a Warner Bros. más de un año antes, con la trama que tenía vínculos con Green Lantern Corps, pero que desde entonces había pasado a otros proyectos debido a lo que percibía como ningún movimiento en las películas.[409] Más tarde, Michael B. Jordan había intentado su propia versión del personaje, pero no estaba listo para comprometerse debido a una agenda ya ocupada.[37] En noviembre de 2019, se informó que Warner Bros. había iniciado negociaciones con J. J. Abrams para tomar el control del proyecto.[37] En diciembre, Cavill dijo que el futuro de Superman será más fiel al material fuente de los cómics.[410] Después de confirmar que su participación en The Witcher había interferido en su disponibilidad para el papel, también dijo que no ocurriría lo mismo con la segunda temporada de la serie.[411] En enero de 2020, James Gunn dijo que había elegido dirigir El Escuadrón Suicida (2021) antes que una película de Superman, pero negó que la película que DC le ofreció fuera una secuela de El hombre de acero.[412] La secuela de El hombre de acero ya no estaba en desarrollo en mayo de 2020, pero Cavill entró en negociaciones para repetir el papel en una película diferente.[413][414] Zack Snyder declaró más tarde que los planes para el complot habían incluido a Brainiac y los kryptonianos que fueron desterrados a la Zona Fantasma al final de El hombre de acero.[415] En 2022, después de que Cavill repitiera su papel en Black Adam,[214][215] una película centrada en su versión de Superman volvió a estar en desarrollo activo, con la intención de servir como la primera película centrada únicamente en el personaje desde Man of Steel. Charles Roven fue contratado como productor en ese momento, con un argumento escrito por Steven Knight. El estudio buscaba activamente un director.[281] Cavill confirmó en octubre que volvería a interpretar el papel en varias entregas futuras.[416] Sin embargo, ese diciembre, mientras De Luca y Abdy habían trabajado de cerca con Cavill para anunciar su regreso como Superman, Gunn y Safran optaron por desarrollar una película con el personaje a una edad más temprana.[346][305] Cavill confirmó que ya no interpretaría a Superman.[417]
- The Metal Men: En abril de 2007, una película centrada en los Metal Men entró en desarrollo con Eric Champnella como guionista; Lauren Shuler Donner y Jack Leslie también se unieron como productores.[418] En mayo de 2012, Barry Sonnenfeld entró en negociaciones con Warner Bros. para dirigir la película[419] y fue contratado al mes siguiente.[420] La presidenta de DC Entertainment, Diane Nelson reiteró en 2013 las intenciones de la compañía de hacer la película.[421] El desarrollo estuvo en el limbo durante varios años hasta octubre de 2021, cuando Sonnenfeld reveló que la historia de la película aún se estaba escribiendo.[422] En noviembre de 2022, Gunn confirmó que él y Safran tenían planes para el equipo en el futuro de la franquicia.[423]
- New Gods: en marzo de 2018, Ava DuVernay firmó para dirigir una película centrada en los Nuevos Dioses, con un guion escrito por Kario Salem. En mayo de 2019, DuVernay anunciaba que ella y Tom King coescribirían la película. En julio de 2019, se confirmó que Darkseid sería el antagonista principal y contaría con las Furias Femeninas.[424] En mayo de 2020, DuVernay anunció que se estaba trabajando en el cuarto borrador del guion, y que en él aparece All-Widow. En diciembre de 2020, DuVernay dijo que la pandemia de COVID-19 les había dado a ella y a King tiempo para indagar en «la mente y cavilaciones de Jack Kirby». King declaró que él y DuVernay se asegurarían de honrar el «genio» de Kirby en el guion, y describió el proceso de trabajar con DuVernay como «una alegría». King dijo que DuVernay se centraría en el núcleo emocional de los personajes y en las complejas relaciones que Kirby escribió para ellos.[425] New Gods fue cancelada en abril de 2021; según The Hollywood Reporter, la película enfrentó dificultades debido a conflictos con la aparición de Darkseid en Zack Snyder's Justice League.[426] DuVernary comentó sobre la cancelación poco después, agradeciendo a King y revelando que los personajes Mister Miracle, Big Barda, Granny Goodness y Highfather habrían aparecido en la película.[426]
- Nightwing: Para febrero de 2017, se estaba desarrollando una película centrada en Dick Grayson / Nightwing, con Chris McKay y Bill Dubuque firmaron como director y guionista, respectivamente.[427] Aunque el guion estaba llegando a su versión final,[428] McKay declaró en junio de 2021 que el proyecto se había retrasado debido a DC teniendo "otras prioridades", pero también reafirmó sus intenciones de seguir haciendo la película. También dijo que la película podría ser reelaborada para eliminar sus conexiones con la continuidad del DCEU.[429]
- Película de Black Manta sin título: en febrero de 2019, Warner Bros. anunció una película de horror derivada de Aquaman, centrada en el villano reino de la Trinchera. Peter Safran y James Wan se encargarían de la producción, con Noah Gardner y Aidan Fitzgerald como guionistas. Tendría un presupuesto de producción más bajo en comparación con otras películas basadas en DC.[430] Al mes siguiente, Safran declaró que se esperaba que la película estrene antes que Aquaman 2.[256] The Trench fue cancelada en abril de 2021, aunque The Hollywood Reporter señaló que podría revivirse en el futuro.[431] En octubre, Wan reveló que en realidad era una película secreta de Black Manta.[432]
- Plastic Man: Para diciembre de 2018, una comedia-acción aventura basada en Plastic Man estaba en desarrollo y se contrató a Amanda Idoko para escribir el guion.[433] En diciembre de 2020, se contrató a Cat Vasko para que reescribiera el guion de Idoko, y el proyecto se modificó para convertirlo en una película centrada en las mujeres.[434]
- Static Shock: En el DC FanDome celebrado en agosto de 2020, se reveló que se estaba desarrollando una película de acción real centrada en Static,[435] con Michael B. Jordan uniéndose al equipo de producción como productor junto a Reginald Hudlin en octubre.[436] Walter Hamada describió la película como un proyecto que podría desarrollarse como una película exclusiva de HBO Max.[374] En marzo de 2021, se contrató a Randy McKinnon como guionista.[437]
- Serie Val-Zod sin título: Para julio de 2021, una serie limitada centrada en Val-Zod]] estaba en desarrollo para HBO Max. Michael B. Jordan está listo para producir la serie y también podría protagonizarla, mientras que Darnell Metayer y Josh Peters actuarán como escritores.[438][439] Jordan había presentado previamente un artículo película centrada en un Superman afroamericano, solo para suspender el desarrollo debido a su apretada agenda de producción.[440]
- The Wonder Twins: En febrero de 2022, una película centrada en Zan y Jayne / Wonder Twins entró en desarrollo para HBO Max. Adam Sztykiel iba a hacer su debut como director y escribiría el guion, con Marty Bowen y Wyck Godfrey como productores.[441] Para ese abril, KJ Apa e Isabel May interpretarían los papeles principales de Zan y Jayna, respectivamente.[442] La fotografía principal estaba programada para comenzar en Atlanta, Georgia en julio,[442][443] pero el proyecto se canceló en mayo tras la fusión de WarnerMedia con Discovery Inc. y la creación de Warner Bros. Discovery. El director ejecutivo del conglomerado recién formado, David Zaslav, consideró que el presupuesto estimado de más de $75 millones de la película no impulsaría lo suficiente el retorno como un estreno directo a streaming. Además, Zaslav tiene un mandato directivo de que DC Films se centre primero en los estrenos en cines, y las críticas internas también afirman que el proyecto se había concebido en un estilo considerado "demasiado especializado".[444][443]
- Secuela no titulada de Wonder Woman 1984: Después de que se completó la fotografía principal de Wonder Woman 1984, la directora y coguionista Patty Jenkins declaró que se había escrito la trama de una tercera película de Wonder Woman. Reveló que el arco argumental de Wonder Woman se había planeado en tres películas, y la tercera tiene lugar en el presente.[445][446] Jenkins y Gadot planeó trabajar en otros proyectos antes de proceder con la secuela.[447][448] En 2020, Jenkins dijo que tenía historias escritas para dos películas más de Wonder Woman completadas.[449] Dos días después del estreno de 1984, Warner Bros. Pictures dio luz verde oficialmente a una tercera película. Jenkins habría regresado como directora, con un guion que ella misma escribió, mientras que se planeó que Gadot repitiera su papel como la heroína principal.[450] En octubre de 2021, Gadot declaró que Lynda Carter volvería a interpretar su papel de Asteria de 1984.[451][452] Un año más tarde, Jenkins reveló que el guion de la película estaba terminado, y también afirmó que tenía planes tentativos para más películas.[453] Se esperaba que el rodaje comenzara a mediados de 2023,[454] pero en diciembre se reveló que la tercera película ya no avanzaba tal cual porque el guion entraba en conflicto con los planes actuales para el DCEU formulados por Gunn y Safran.[380] Jenkins declaró más tarde que la película no podría realizarse bajo los nuevos planes para el DCEU de Gunn y Safran.[455]
- Zatanna: En noviembre de 2018, Warner Bros. estaba considerando desarrollar una película basada en Zatanna.[456] En marzo de 2021, una presentación para inversionistas de AT&T reveló que se estaba desarrollando un proyecto de Zatanna como una película exclusiva de HBO Max,[457] y Emerald Fennell fue contratado como guionista ese mismo mes. La película iba a ser producida por J. J. Abrams.[458] En octubre de 2022, la película se descartó inicialmente en HBO Max, pero luego comenzó a venderse en otros servicios de streaming.[281]

## Multiverso compartido
En octubre de 2014, Geoff Johns explicó que el enfoque de DC para sus películas y series de televisión sería diferente al universo cinematográfico de Marvel Studios, afirmando que su universo cinematográfico y sus universos televisivos se mantendrían separados dentro de un multiverso para permitir «que todos hagan el mejor producto posible, que cuenten la mejor historia, que hagan el mejor mundo». Esta división duró hasta enero de 2020, cuando el Universo extendido de DC se estableció retroactivamente para tener conexiones con la continuidad del Arrowverso de The CW, a través del concepto de un multiverso, durante la Parte 4 del cruce «Crisis on Infinite Earths». Ezra Miller retomó su papel de Barry Allen en un cameo junto a la versión de Grant Gustin, del mismo personaje. Durante su conversación, el Barry de Miller tiene la idea de llamarse a sí mismo «Flash» desde su yo alternativo e incluso menciona a «Victor». Sin embargo, a pesar de su cameo, el episodio no confirma la Tierra designada para los personajes del DCEU.
El cameo de Miller abrió más posibilidades de cruces entre las películas de DC y el Arrowverso. Hamada reveló que antes de «Crisis on Infinite Earths», DC se había estructurado de manera que la división de televisión tenía que autorizar el uso de los personajes con la división de cine. Ahora, la compañía podría «apoyarse realmente en esta idea del [multiverso] y reconocer el hecho de que puede haber un Flash en la televisión y otro en el cine, y no tienes que elegir uno u otro, y ambos existen en este multiverso». El creador y productor ejecutivo del Arrowverso, Greg Berlanti, se mostró de acuerdo y consideró que «de cara al futuro, hay más oportunidades para hacer más cosas como esta», y se mostró abierto a que aparezcan más personajes del cine en el Arrowverso.
En agosto de 2020, Hamada anunció planes para desarrollar un multiverso inspirado en los cómics. Al hacerlo, el estudio también declaró que todos los proyectos pasados, presentes y futuros son parte del mismo multiverso unificado. Andy Muschietti, director de The Flash (2023), explicó además que todas las adaptaciones anteriores de DC Comics son parte del multiverso: «... todas las iteraciones cinematográficas que hemos visto antes son válidas... todo lo que que has visto existe, y todo lo que verás existe, en el mismo multiverso unificado».

## Cronología
En el DCEU, la mayoría de los acontecimientos de las películas nunca dan a conocer explícitamente sus años exactos. El hombre de acero tiene lugar después de los acontecimientos de Wonder Woman y Wonder Woman 1984, que están ambientadas en 1918 y 1984, respectivamente. Los eventos de Batman v Superman: Dawn of Justice ocurren 18 meses después de los eventos de El hombre de acero, y sigue las consecuencias y la aparición de alienígenas y metahumanos como Superman. La película concluye con la muerte de Superman, que se enfatiza en las siguientes películas, Escuadrón Suicida y Liga de la Justicia, que tienen lugar aproximadamente uno y dos años después, respectivamente.
Jason Momoa confirmó que Aquaman tiene lugar justo después de Liga de la Justicia de Zack Snyder. A Aquaman le sigue ¡Shazam!, que ocurre en la temporada navideña de 2018. Después, los eventos de Aves de presa se sitúan en 2020, seguidos de El Escuadrón Suicida, que se ha confirmado que tienen lugar en 2021. Peacemaker se desarrolla cinco meses después de los eventos de El Escuadrón Suicida.

## Elenco y personajes recurrentes
Indicadores de la lista
En esta sección se muestran los personajes que aparecerán o han aparecido en más de dos películas de la franquicia.
- Una celda vacía, de color gris oscuro, indica que el personaje no aparece en la película, o que su presencia aún no ha sido confirmada.
- A indica una aparición a través de imágenes de archivo.
- C indica un papel cameo.
- F indica una aparición en fotografías en pantalla.
- E indica una aparición a través del uso de efectos especiales.
- D indica una aparición no acreditada.
- V indica un papel de solo voz.
- J indica una versión más joven del personaje.
- S indica para la familia Shazam, la versión superhéroe/adulta del personaje.

| Personaje                                  | Películas          | Películas                          | Películas         | Películas      | Películas                      | Películas        | Películas                    | Películas                | Películas         | Películas                          | Películas            | Películas      | Películas                       | Películas         | Películas                  |  |
| Personaje                                  | Estrenadas         | Estrenadas                         | Estrenadas        | Estrenadas     | Estrenadas                     | Estrenadas       | Estrenadas                   | Estrenadas               | Estrenadas        | Estrenadas                         | Estrenadas           | Estrenadas     | Estrenadas                      | Estrenadas        | Estrenadas                 |  |
| Personaje                                  | 2013               | 2016                               | 2016              | 2017           | 2017                           | 2018             | 2019                         | 2020                     | 2020              | 2021                               | 2021                 | 2022           | 2023                            | 2023              | 2023                       |  |
| Personaje                                  | El hombre de acero | Batman v Superman: Dawn of Justice | Escuadrón Suicida | Wonder Woman   | Liga de la Justicia            | Aquaman          | ¡Shazam!                     | Aves de presa            | Wonder Woman 1984 | Liga de la Justicia de Zack Snyder | El Escuadrón Suicida | Black Adam     | ¡Shazam! La furia de los dioses | The Flash         | Aquaman y el Reino Perdido |  |
| ------------------------------------------ | ------------------ | ---------------------------------- | ----------------- | -------------- | ------------------------------ | ---------------- | ---------------------------- | ------------------------ | ----------------- | ---------------------------------- | -------------------- | -------------- | ------------------------------- | ----------------- | -------------------------- |  |
| Alfred Pennyworth                          |                    | Jeremy Irons                       |                   |                | Jeremy Irons                   |                  |                              |                          |                   | Jeremy Irons                       |                      |                |                                 | Jeremy IronsC     |                            |  |
| Amanda Waller                              |                    |                                    | Viola Davis       |                |                                |                  |                              |                          |                   |                                    | Viola Davis          | Viola Davis    |                                 |                   |                            |  |
| Antiope                                    |                    |                                    |                   | Robin Wright   | Robin WrightC                  |                  |                              |                          | Robin Wright      | Robin Wright                       |                      |                |                                 |                   |                            |  |
| Ares                                       |                    |                                    |                   | David Thewlis  | Nick McKinlessDCDavid ThewlisE |                  |                              |                          |                   | Nick McKinlessCDavid ThewlisE      |                      |                |                                 |                   |                            |  |
| Arthur Curry Aquaman                       |                    | Jason MomoaC                       | Jason MomoaF      |                | Jason Momoa                    | Jason Momoa      |                              |                          |                   | Jason Momoa                        |                      |                |                                 | Jason MomoaDC     | Jason Momoa                |  |
| Atlan                                      |                    |                                    |                   |                | Julian Lewis Jones             | Graham McTavish  |                              |                          |                   | Julian Lewis Jones                 |                      |                |                                 |                   | Vincent Regan              |  |
| Barry Allen The Flash                      |                    | Ezra Miller                        | Ezra MillerC      |                | Ezra Miller                    |                  |                              |                          |                   | Ezra Miller                        |                      |                |                                 | Ezra Miller       |                            |  |
| Billy Batson Shazam                        |                    |                                    |                   |                |                                |                  | Asher AngelZachary LeviS     |                          |                   |                                    |                      |                | Asher AngelZachary LeviS        |                   |                            |  |
| Bruce Wayne Batman                         |                    | Ben Affleck                        | Ben AffleckD      |                | Ben Affleck                    |                  |                              |                          |                   | Ben Affleck                        |                      |                |                                 | Ben Affleck       |                            |  |
| Calvin Swanwick Detective Marciano         | Harry Lennix       | Harry Lennix                       |                   |                |                                |                  |                              |                          |                   | Harry Lennix                       |                      |                |                                 |                   |                            |  |
| Darla Dudley                               |                    |                                    |                   |                |                                |                  | Faithe HermanMeagan GoodS    |                          |                   |                                    |                      |                | Faithe HermanMeagan GoodS       |                   |                            |  |
| Diana Prince Wonder Woman                  |                    | Gal Gadot                          |                   | Gal Gadot      | Gal Gadot                      |                  |                              |                          | Gal Gadot         | Gal Gadot                          |                      |                | Gal GadotC                      | Gal GadotC        |                            |  |
| Eugene Choi                                |                    |                                    |                   |                |                                |                  | Ian Chen Ross ButlerS        |                          |                   |                                    |                      |                | Ian ChenRoss Butler             |                   |                            |  |
| George «Digger» Harkness Capitán Boomerang |                    |                                    | Jai Courtney      |                |                                |                  |                              | Jai CourtneyF            |                   |                                    | Jai Courtney         |                |                                 |                   |                            |  |
| Harleen Quinzel Harley Quinn               |                    |                                    | Margot Robbie     |                |                                |                  |                              | Margot Robbie            |                   |                                    | Margot Robbie        |                |                                 |                   |                            |  |
| Henry Allen                                |                    |                                    |                   |                | Billy CrudupD                  |                  |                              |                          |                   | Billy Crudup                       |                      |                |                                 | Ron Livingston    |                            |  |
| Hipólita                                   |                    |                                    |                   | Connie Nielsen | Connie Nielsen                 |                  |                              |                          | Connie Nielsen    | Connie Nielsen                     |                      |                |                                 |                   |                            |  |
| James Gordon                               |                    |                                    |                   |                | J.K. Simmons                   |                  |                              |                          |                   | J.K. Simmons                       |                      |                |                                 |                   |                            |  |
| Joker                                      |                    |                                    | Jared Leto        |                |                                |                  |                              | Johnny GothDCJared LetoA |                   | Jared Leto                         |                      |                |                                 |                   |                            |  |
| Jor-El                                     | Russell Crowe      |                                    |                   |                |                                |                  |                              |                          |                   | Russell CroweVC                    |                      |                |                                 |                   |                            |  |
| Freddy Freeman                             |                    |                                    |                   |                |                                |                  | Jack Dylan GrazerAdam BrodyS |                          |                   |                                    |                      |                | Jack Dylan GrazerAdam BrodyS    |                   |                            |  |
| Jonathan Kent                              | Kevin Costner      | Kevin CostnerC                     |                   |                | Kevin CostnerF                 |                  |                              |                          |                   | Kevin Costner                      |                      |                |                                 |                   |                            |  |
| Kal-El / Clark Kent Superman               | Henry Cavill       | Henry Cavill                       |                   |                | Henry Cavill                   |                  | Ryan HadleyDC                |                          |                   | Henry Cavill                       |                      | Henry CavillDC |                                 |                   |                            |  |
| Lex Luthor                                 |                    | Jesse Eisenberg                    |                   |                | Jesse EisenbergC               |                  |                              |                          |                   | Jesse Eisenberg                    |                      |                |                                 |                   |                            |  |
| Lois Lane                                  | Amy Adams          | Amy Adams                          |                   |                | Amy Adams                      |                  |                              |                          |                   | Amy Adams                          |                      |                |                                 |                   |                            |  |
| Martha Kent                                | Diane Lane         | Diane Lane                         |                   |                | Diane Lane                     |                  |                              |                          |                   | Diane Lane                         |                      |                |                                 |                   |                            |  |
| Mary Bromfield Mary Marvel                 |                    |                                    |                   |                |                                |                  | Grace FultonMichelle BorthS  |                          |                   |                                    |                      |                | Grace Fulton                    |                   |                            |  |
| Mera                                       |                    |                                    |                   |                | Amber Heard                    | Amber Heard      |                              |                          |                   | Amber Heard                        |                      |                |                                 |                   | Amber Heard                |  |
| Nuidis Vulko                               |                    |                                    |                   |                |                                | Willem Dafoe     |                              |                          |                   | Willem Dafoe                       |                      |                |                                 |                   |                            |  |
| Pedro Peña                                 |                    |                                    |                   |                |                                |                  | Jovan Armand D. J. CotronaS  |                          |                   |                                    |                      |                | Jovan ArmandD.J. Cotrona        |                   |                            |  |
| Perry White                                | Laurence Fishburne | Laurence Fishburne                 |                   |                |                                |                  |                              |                          |                   |                                    |                      |                |                                 |                   |                            |  |
| Presidente de los Estados Unidos           |                    | Patrick WilsonV                    |                   |                |                                |                  |                              |                          | Stuart Milligan   |                                    |                      |                |                                 |                   |                            |  |
| Rick Flag                                  |                    |                                    | Joel Kinnaman     |                |                                |                  |                              |                          |                   |                                    | Joel Kinnaman        |                |                                 |                   |                            |  |
| Rosa Vásquez                               |                    |                                    |                   |                |                                |                  | Marta Milans                 |                          |                   |                                    |                      |                | Marta Milans                    |                   |                            |  |
| Silas Stone                                |                    | Joe MortonC                        |                   |                | Joe Morton                     |                  |                              |                          |                   | Joe Morton                         |                      |                |                                 |                   |                            |  |
| Slade Wilson Deathstroke                   |                    |                                    |                   |                | Joe ManganielloC               |                  |                              |                          |                   | Joe Manganiello                    |                      |                |                                 |                   |                            |  |
| Steppenwolf                                |                    | CGIE                               |                   |                | Ciarán Hinds                   |                  |                              |                          |                   | Ciarán Hinds                       |                      |                |                                 |                   |                            |  |
| Steve Trevor                               |                    | Chris PineF                        |                   | Chris Pine     |                                |                  |                              |                          | Chris Pine        |                                    |                      |                |                                 |                   |                            |  |
| Teth Adam Black Adam                       |                    |                                    |                   |                |                                |                  | CGIE                         |                          |                   |                                    |                      | Dwayne Johnson |                                 |                   |                            |  |
| Thomas Curry                               |                    |                                    |                   |                |                                | Temuera Morrison |                              |                          |                   |                                    |                      |                |                                 | Temuera MorrisonC | Temuera Morrison           |  |
| Victor Stone Cyborg                        |                    | Ray FisherC                        |                   |                | Ray Fisher                     |                  |                              |                          |                   | Ray Fisher                         |                      |                |                                 |                   |                            |  |
| Víctor Vásquez                             |                    |                                    |                   |                |                                |                  | Cooper Andrews               |                          |                   |                                    |                      |                | Cooper Andrews                  |                   |                            |  |
| Zeus                                       |                    |                                    |                   | CGIE           | Sergi Constance                |                  |                              |                          |                   | Sergi Constance                    |                      |                |                                 |                   |                            |  |
| Zod                                        | Michael Shannon    | Michael ShannonE                   |                   |                |                                |                  |                              |                          |                   |                                    |                      |                |                                 | Michael Shannon   |                            |  |

## Recepción

### Taquillas
| Película                           | Ingresos en taquilla (en USD) | Ingresos en taquilla (en USD) | Ingresos en taquilla (en USD) | Puesto de todos los tiempos | Puesto de todos los tiempos | Presupuesto (en USD) | Ref(s)          |
| Película                           | EE. UU. y Canadá              | Otros territorios             | A nivel mundial               | EE. UU. y Canadá            | A nivel mundial             | Presupuesto (en USD) | Ref(s)          |
| ---------------------------------- | ----------------------------- | ----------------------------- | ----------------------------- | --------------------------- | --------------------------- | -------------------- | --------------- |
| El hombre de acero                 | 291 045 518                   | 377 000                       | 668 045 518                   | 114                         | 154                         | 225 millones         | [ 479 ]         |
| Batman v Superman: Dawn of Justice | 330 360 194                   | 543 274 725                   | 873 634 919                   | 81                          | 81                          | 250 millones         | [ 480 ]         |
| Escuadrón Suicida                  | 325 100 054                   | 421 746 840                   | 746 846 894                   | 84                          | 124                         | 175 millones         | [ 481 ]         |
| Wonder Woman                       | 412 563 408                   | 409 283 604                   | 821 847 012                   | 37                          | 95                          | 149 millones         | [ 482 ]         |
| Liga de la Justicia                | 229 024 295                   | 428 900 000                   | 657 924 295                   | 171                         | 158                         | 300 millones         | [ 483 ]         |
| Aquaman                            | 335 061 807                   | 813 400 000                   | 1 148 461 807                 | 76                          | 29                          | 160 millones         | [ 484 ]         |
| ¡Shazam!                           | 140 371 656                   | 225 600 000                   | 365 971 656                   | 460                         | 403                         | 100 millones         | [ 485 ]         |
| Aves de presa                      | 84 158 461                    | 121 200 000                   | 205 358 461                   | 993                         | 876                         | 85 millones          | [ 486 ]         |
| Wonder Woman 1984                  | 46 801 036                    | 122 800 000                   | 169 601 036                   | 1,894*                      | 1,031*                      | 200 millones         | [ 487 ]         |
| Liga de la Justicia de Zack Snyder | —                             | —                             | —                             | —                           | —                           | 70 millones          | —               |
| El Escuadrón Suicida               | 55 817 425                    | 112 900 000                   | 168 717 425                   | 1,793*                      | 1,233*                      | 185 millones         | [ 490 ]         |
| Black Adam                         | 168,152,111                   | 225,300,000                   | 393 452 111                   | 335                         | 357                         | 195 millones         |                 |
| ¡Shazam! La furia de los dioses    | 57 638 006                    | 76 400 000                    | 134 038 006                   | *                           | *                           | 125 millones         |                 |
| Flash                              | 108 133 313                   | 163 200 000                   | 271 333 313                   | 706                         | 610                         | 200 millones         |                 |
| Blue Beetle                        | 72 488 072                    | 58 300 000                    | 130 788 072                   | *                           | *                           | 104 millones         |                 |
| Aquaman y el reino perdido         | 123 791 671                   | 309 900 000                   | 433 691 671                   | 578                         | 308                         | 205 millones         |                 |
| Total                              | 2 250 750 848                 | 3 576 751 319                 | 5 827 502 167                 | 16                          | 15                          | 1 870 mil millones   | [ 491 ] [ 492 ] |

### Respuesta de la crítica y audiencia
| Película                                    | Crítica           | Crítica         | Audiencia   | Audiencia           |
| Película                                    | Rotten Tomatoes   | Metacritic      | CinemaScore | IMDb                |
| ------------------------------------------- | ----------------- | --------------- | ----------- | ------------------- |
| El hombre de acero                          | 56% (344 reseñas) | 55 (47 reseñas) | A−          | 7.1 (807 944 votos) |
| Batman v Superman: El origen de la justicia | 29% (440 reseñas) | 44 (51 reseñas) | B           | 6.5 (749 136 votos) |
| Escuadrón Suicida                           | 26% (394 reseñas) | 40 (53 reseñas) | B+          | 5.9 (718 823 votos) |
| Mujer Maravilla                             | 93% (479 reseñas) | 76 (50 reseñas) | A           | 7.3 (695 694 votos) |
| Liga de la Justicia                         | 39% (413 reseñas) | 45 (52 reseñas) | B+          | 6.1 (476 346 votos) |
| Aquaman                                     | 66% (415 reseñas) | 55 (50 reseñas) | A–          | 6.8 (516 459 votos) |
| ¡Shazam!                                    | 90% (422 reseñas) | 71 (53 reseñas) | A           | 7.0 (381 960 votos) |
| Aves de presa                               | 78% (446 reseñas) | 60 (59 reseñas) | B+          | 6.1 (262 749 votos) |
| Mujer Maravilla 1984                        | 58% (451 reseñas) | 60 (58 reseñas) | B+          | 5.4 (289 843 votos) |
| Liga de la Justicia de Zack Snyder          | 72% (311 reseñas) | 54 (46 reseñas) |             | 7.9 (434 791 votos) |
| El Escuadrón Suicida                        | 90% (382 reseñas) | 72 (55 reseñas) | B+          | 7.2 (403 712 votos) |
| Black Adam                                  | 38% (304 reseñas) | 41 (52 reseñas) | B+          | 6.2 (270 232 votos) |
| ¡Shazam! La furia de los dioses             | 49% (259 reseñas) | 47 (49 reseñas) | B+          | 5.9 (122 247 votos) |
| Flash                                       | 63% (387 reseñas) | 55 (55 reseñas) | B           | 6.7 (203 438 votos) |
| Blue Beetle                                 | 78% (274 reseñas) | 61 (52 reseñas) | B+          | 6.0 ( 90 033 votos) |
| Aquaman y el reino perdido                  | 34% (202 reseñas) | 42 (43 reseñas) | B           | 5.7 ( 60 029 votos) |

| Serie      | Temporada | Rotten Tomatoes  | Metacritic      |
| ---------- | --------- | ---------------- | --------------- |
| Peacemaker | 1         | 94% (86 reseñas) | 69 (24 reseñas) |

## Música

### Bandas sonoras
| Título                                                                                               | Fecha de lanzamiento (EE. UU.) | Duración                                | Discográfica     |
| --- | ------------------------------ | --------------------------------------- | ---------------- |
| Man of Steel: Original Motion Picture Soundtrack                                                     | 11 de junio de 2013            | - 87:49 - 118:18 («Deluxe Edition»)     | WaterTower Music |
| Batman v Superman: Dawn of Justice (Original Motion Picture Soundtrack)                              | 18 de marzo de 2016            | - 71:35 - 90:27 («Deluxe Edition»)      | WaterTower Music |
| Suicide Squad: The Album                                                                             | 5 de agosto de 2016            | - 50:57 - 60:49 (Edición coleccionista) | Atlantic         |
| Suicide Squad: Original Motion Picture Score                                                         | 5 de agosto de 2016            | - 72:33 - 93:38 (Edición digital)       | WaterTower Music |
| Wonder Woman: Original Motion Picture Soundtrack                                                     | 2 de junio de 2017             | 78:38                                   | WaterTower Music |
| Justice League: Original Motion Picture Soundtrack                                                   | 10 de noviembre de 2017        | 101:22                                  | WaterTower Music |
| Aquaman: Original Motion Picture Soundtrack                                                          | 21 de diciembre de 2018        | 65:02                                   | WaterTower Music |
| Shazam!: Original Motion Picture Soundtrack                                                          | 5 de abril de 2019             | 73:13                                   | WaterTower Music |
| Birds of Prey: The Album                                                                             | 7 de febrero de 2020           | 42:52                                   | Atlantic         |
| Birds of Prey (and the Fantabulous Emancipation of One Harley Quinn) – Original Motion Picture Score | 14 de febrero de 2020          | 62:01                                   | WaterTower Music |
| Wonder Woman 1984: Original Motion Picture Soundtrack                                                | 16 de diciembre de 2020        | 90:23                                   | WaterTower Music |
| Zack Snyder's Justice League (Original Motion Picture Soundtrack)                                    | 18 de marzo de 2021            | 234:09                                  | WaterTower Music |
| The Suicide Squad: Original Motion Picture Soundtrack                                                | 06 de agosto de 2021           | 45:25                                   | WaterTower Music |
| The Suicide Squad: Score from Original Motion Picture Soundtrack                                     | 06 de agosto de 2021           | 50:58                                   | WaterTower Music |
| Peacemaker: Soundtrack from the Series                                                               | 18 de febrero de 2022          | 70:00                                   |                  |
| Black Adam: Original Motion Picture Soundtrack                                                       | 21 de octubre de 2022          | 109:00                                  |                  |
| Shazam! Fury of the Gods (Original Motion Picture Soundtrack)                                        | 10 de marzo de 2023            | 60:25                                   |                  |
| \|The Flash: Original Motion Picture Soundtrack                                                      | 16 de junio de 2023            | 83:31                                   |                  |

### Sencillos
| Título                                 | Fecha de estreno (EE. UU.) | Duración | Artista(s)                                                                       | Discográfica     | Película             |
| -------------------------------------- | -------------------------- | -------- | -------------------------------------------------------------------------------- | ---------------- | -------------------- |
| «Heathens»                             | 16 de junio de 2016        | 3:15     | Twenty One Pilots                                                                | Atlantic         | Escuadrón Suicida    |
| «Sucker for Pain»                      | 24 de junio de 2016        | 4:03     | Lil Wayne, Wiz Khalifa, Imagine Dragons, Logic y Ty Dolla Sign con X Ambassadors | Atlantic         | Escuadrón Suicida    |
| «Purple Lamborghini»                   | 22 de julio de 2016        | 3:35     | Skrillex y Rick Ross                                                             | Atlantic         | Escuadrón Suicida    |
| «Gangsta»                              | 1 de agosto de 2016        | 2:57     | Kehlani                                                                          | Atlantic         | Escuadrón Suicida    |
| «To Be Human»                          | 25 de mayo de 2017         | 4:01     | Sia con Labrinth                                                                 | WaterTower Music | Wonder Woman         |
| «Come Together»                        | 8 de septiembre de 2017    | 3:13     | Gary Clark Jr. y Junkie XL                                                       | WaterTower Music | Liga de la Justicia  |
| «Everybody Knows»                      | 10 de noviembre de 2017    | 4:26     | Sigrid                                                                           | WaterTower Music | Liga de la Justicia  |
| «Everything I Need»                    | 14 de diciembre de 2018    | 3:16     | Skylar Grey                                                                      | WaterTower Music | Aquaman              |
| «Diamonds»                             | 10 de enero de 2020        | 3:19     | Megan Thee Stallion y Normani                                                    | Atlantic         | Aves de presa        |
| «Joke's On You»                        | 17 de enero de 2020        | 3:04     | Charlotte Lawrence                                                               | Atlantic         | Aves de presa        |
| «Boss Bitch»                           | 24 de enero de 2020        | 2:14     | Doja Cat                                                                         | Atlantic         | Aves de presa        |
| «Sway With Me»                         | 31 de enero de 2020        | 2:48     | Saweetie y GALXARA                                                               | Atlantic         | Aves de presa        |
| «Experiment On Me»                     | 7 de febrero de 2020       | 3:35     | Halsey                                                                           | Atlantic         | Aves de presa        |
| «Sway With Me (GALXARA Version)»       | 1 de mayo de 2020          | 2:33     | GALXARA                                                                          | Atlantic         | Aves de presa        |
| «Rain»                                 | 22 de junio de 2021        | 3:56     | Grandson y Jessie Reyez                                                          | Atlantic         | El Escuadrón Suicida |
| «Oh No!!!» (The Suicide Squad Version) | 2 de julio de 2021         | 3:33     | Grandson, Vic Mensa y Masked Wolf                                                |                  | El Escuadrón Suicida |

| Título                            | Fecha de estreno (EE. UU.) | Duración | Artista(s)                        | Discográfica | Serie      |
| --------------------------------- | -------------------------- | -------- | --------------------------------- | ------------ | ---------- |
| «Pumped Up Kicks»                 | 9 de enero de 2022         | 3:26     | John Murphy junto con Ralph Saenz | WaterTower   | Peacemaker |
| «Home Sweet Home» (Piano Version) | 4 de febrero de 2022       | 2:06     | John Cena                         | WaterTower   | Peacemaker |

## En otros medios

### Miniserie animada
Aquaman: King of Atlantis es una miniserie animada estadounidense de tres partes producida por James Wan para el servicio de streaming HBO Max, basada en el personaje de DC Comics, Aquaman. La serie es producida por DC Entertainment, Warner Bros. Animation y Atomic Monster Productions. Está ambientado después de los eventos de la película Aquaman del Universo extendido de DC (DCEU) de Wan de 2018, pero no es canónico para el DCEU.
La miniserie comenzó el 14 de octubre de 2021 y los episodios posteriores se publicaron semanalmente. También se emitió como largometraje en Cartoon Network el 14 de mayo de 2022; la versión cinematográfica se lanzó posteriormente en DVD el 21 de junio. Originalmente se emitiría como parte del bloque ACME Night.

### Cortometrajes
| Título         | Fecha de estreno                                                 | Director(a)   | Productor(es)                                               | Lanzado con  | Nota    |
| -------------- | ---------------------------------------------------------------- | ------------- | ----------------------------------------------------------- | ------------ | ------- |
| Etta's Mission | 28 de agosto de 2017 (Digital) 19 de septiembre de 2017 (Bluray) | Patty Jenkins | Charles Roven, Deborah Snyder, Zack Snyder y Richard Suckle | Wonder Woman | [ 553 ] |

### Novelas
| Título                                          | Fecha(s) de publicación | Escritor(es)   | Notas                                                          |
| ----------------------------------------------- | ----------------------- | -------------- | -------------------------------------------------------------- |
| Man of Steel: The Early Years: Junior Novel     | 30 de abril de 2013     | Frank Whitman  | Libro infantil para vinculado a El hombre de acero             |
| Man of Steel: The Official Movie Novelization   | 18 de julio de 2013     | Greg Cox       | Novelización de la película                                    |
| Batman v Superman: Dawn of Justice – Cross Fire | 16 de febrero de 2016   | Michael Kogge  | Novela precuela vinculada a Batman v Superman: Dawn of Justice |
| Suicide Squad: The Official Movie Novelization  | 5 de agosto de 2016     | Marv Wolfman   | Novelización de la película                                    |
| Wonder Woman: The Junior Novel                  | 30 de mayo de 2017      | Steve Korte    | Novelización de la película                                    |
| Wonder Woman: The Official Movie Novelization   | 6 de junio de 2017      | Nancy Holder   | Novelización de la película                                    |
| Aquaman: The Junior Novel                       | 6 de noviembre de 2018  | Jim McCann     | Novelización de la película                                    |
| Aquaman: Arthur's Guide to Atlantis             | 6 de noviembre de 2018  | Alexandra West | Libro guía                                                     |
| Aquaman: Undertow                               | 6 de noviembre de 2018  | Steve Behling  | Novela precuela vinculada a Aquaman                            |
| Shazam!: The Junior Novel                       | 26 de febrero de 2019   | Calliope Glass | Novelización de la película                                    |
| Shazam!: Freddy's Guide to Super Hero-ing       | 26 de febrero de 2019   | Steve Behling  | Libro guía                                                     |
| Wonder Woman 1984: The Junior Novel             | 7 de julio de 2020      | Calliope Glass | Novelización de la película                                    |
| Wonder Woman 1984: Truth, Love & Wonder         | 7 de julio de 2020      | Alexandra West | Libro de citas                                                 |

### Cómics
| Título                                                   | Número(s) | Fecha(s) de publicación                 | Escritor(es)                                                       | Artista(s)                                                   | Notas                                                                                                 |
| -------------------------------------------------------- | --------- | --------------------------------------- | ------------------------------------------------------------------ | ------------------------------------------------------------ | --- |
| Man of Steel - Prequel                                   | 1         | 18 de mayo de 2013                      | Sterling Gates                                                     | Jerry Ordway                                                 | Cómic precuela digital promocional de Walmart                                                         |
| Batman v Superman: Dawn of Justice                       | 5         | 28 de enero de 2016                     | Christos Gage                                                      | Joe Bennet                                                   | Cómics precuela digitales promocionales de Dr Pepper                                                  |
| Batman v Superman: Dawn of Justice                       | 4         | 28 de febrero de 2016                   | Jeff Parker, Christos Gage, Marguerite Bennett y Joshua Williamson | R. B. Silva, Federico Dallochio, Marcus To y Eduardo Pansica | Mini cómics precuela promocionales que aparecieron en cereales General Mills seleccionados            |
| Batman v Superman: Dawn of Justice - Upstairs/Downstairs | 1         | 29 de febrero de 2016                   | Christos Gage                                                      | Joe Bennet                                                   | Cómic precuela digital promocional de Doritos y Walmart                                               |
| Suicide Squad: Suicide Blonde                            | 1         | 2 de junio de 2016                      | Tony Bedard                                                        | Tom Derenick, Juan Albarran, Hi-Fi y Lori Jackson            | Cómic precuela promocional de Splat Hair Dye                                                          |
| Mercedes-Benz Presents: Justice League                   | 6         | 20 de octubre – 15 de noviembre de 2017 | Adam Schlagman                                                     | Jason Badower                                                | Cómic digital promocional de Mercedes-Benz                                                            |
| Wonder Woman 1984: Museum Mayhem                         | 1         | 29 de septiembre de 2020                | Anna Obropta, Louise Simonson y Steve Pugh                         | Brett Blevins y Marguerite Sauvage                           | Cómic de una sola entrega con una historia precuela y una segunda historia no relacionada con el DCEU |

### Videojuegos
| Título                                     | Fecha(s) de lanzamiento | Editorial(es)                          | Notas                       |
| ------------------------------------------ | ----------------------- | -------------------------------------- | --------------------------- |
| El hombre de acero                         | 14 de junio de 2013     | Warner Bros. International Enterprises | [ 573 ]                     |
| Kellogg's Man of Steel                     | 19 de abril de 2013     | Catapult Marketing                     | [ 574 ]                     |
| Batman vs Superman – Who Will Win?         | 16 de marzo de 2016     | Warner Bros. International Enterprises | Corredor sin fin            |
| Suicide Squad: Special Ops                 | 19 de julio de 2016     | Warner Bros. International Enterprises | Disparos en primera persona |
| Wonder Woman: Rise of the Warrior          | 23 de mayo de 2017      | Warner Bros. International Enterprises | Corredor sin fin            |
| Justice League VR: The Complete Experience | 5 de diciembre de 2017  | Warner Bros. International Enterprises | Realidad virtual            |